# Матија Корвин
Матија Корвин (мађ. Corvin Mátyás, лат. Matthias Corvinus), познат и као Матија Хуњади (мађ. Mátyás Hunyadi, лат. Matthias Hunyadi; Клуж, 23. фебруар 1443 — Беч, 6. април 1490), био је угарски краљ (1458—1490) и реформатор, уз то од 1486. године аустријски војвода а од 1469. је полагао право и на чешку краљевску круну, за коју је водио борбе прво са Јиржијем Подјебратским, а онда и са Владиславом II Јагелонским.
Као син Јаноша Хуњадија, војводе из Ердеља, изабран је за краља 1458. године и био је последњи средњовековни угарски владар који је успео да среди унутрашње прилике у земљи и да успостави јаку краљевску власт. Само доба Корвина је период највећег успона угарске државе. Краљ се најпре ослањао на ниже и средње племство, а затим и на све већу моћ градова. Државни сабор је сазиван сваке године, а притом су одржавани и жупанијски сабори или конгрегације. Због брзог развијања градова, на саборе су пуштани и њихови представници. Градови су давали велика материјална средства за остваривање освајачке политике коју је тада водила Угарска.
Матија је успешно ратовао против Турака, иако на почетку владавине није успео да спречи пад Србије 1459. године и Босне 1463. године под турску власт. Матија је заслужан за стварање једне врсте војне границе према Турцима, која се налазила на Дунаву и у Босни, где је преотевши један део земље од Турака створио јајачку и сребреничку бановину. Он је изградио читав низ тврђава од Београда преко Сребреника, Јајца и Клиса све до Јадранског мора, где је живео граничарски слој становништва, увек спреман за рат. Међутим, ово није била довољна одбрана од премоћних Турака. На целој дужини фронта од ушћа Дунава до Јадранског мора земље круне Светог Стефана биле су отворене нападима турских чета и читавих њихових војски, које су харале и пљачкале. Никад не признајући мир неверницима, Турци су на граници непрестано ратовали четујући, робећи, палећи све пред собом, при чему су страдала и села и градови. Током Матијине владавине, они су безброј пута упадали у Угарску, допирући чак и по неколико стотина километара од границе. Турски упади утицали су на промену етничке слике Угарске, а посебно Хрватске и Славоније, које су тешко пострадале.
Матија Корвин је водио и успешне ратове са Бохемијом, освојивши део њене територије, једно време заузимајући и сам њен престо. Међутим, најуспешнији рат вођен је против Хабзбурговаца, који је резултирао освајањем Штајерске, Корушке и читавог њиховог породичног наследног поседа Аустрије са престоницом Бечом 1485. године.
Корвин је реформисао државу, у Пожуну (данас Братислава) је 1465. године основао универзитет, а 1473. прву штампарију.
Током његове владавине обновљено је 1471. године српско деспотско достојанство, са Вуком Бранковићем као првим деспотом у Угарској.
После његове смрти 1490. године, Угарска је утонула у политички хаос и у феудалну анархију, што је искористио Максимилијан Хабзбуршки освојивши натраг Аустрију. Назван је Корвин због гаврана (лат. corvus) на свом штиту.

## Порекло и младост (1443—1457)
Матија се родио 23. фебруара 1443. године у Клуж-Напоки као други син угарског војсковође Јаноша Хуњадија и његове супруге Ержебет Силађи. Учитељ му је био Хрват, Јанош Витез од Средне, саветник његовог оца и, од 1445. године, бискуп Великог Варадина. У младости није био много активан, делимично ступа на сцену после очеве смрти, када се он и цела породица Хуњади нашла у опасности од других магнатских породица, понајвише од Цељских и Горјанских. Матијин старији брат Ладислав је 9. новембра убио грофа Улриха II Цељског. Међутим, угарски краљ Ладислав V, коме је цељски гроф био ујак, 13. марта 1357. године на превару је заробио браћу Хуњади у Будиму. Осумњичени да припремају убиство краља и његових саветника, браћа Хуњади су од стране великаша осуђени на смрт. Док је Ладислав заиста 16. марта 1457. године био погубљен на тргу Светог Ђорђа, Матија је одржан у животу.
У овом безакоњу, странка Хуњадијевих, под вођством Матијиног ујака Михаља Силађија и мајке Ержебет, започела је организовање завере. На то је краљ, стрепећи од отвореног устанка, почетком априла побегао у Беч, а одатле 19. септембра у Праг, све време водећи Матију са собом као заробљеника. Већ 23. новембра исте године, млади краљ Ладислав је умро у Прагу од куге, по некима отрован..
- Кућа у којој је рођен Матија Корвин у Клуж-Напоки.
- Јанош Хуњади, гравура из 17. века.
- Ержебет Силађи, уље на платну Жигмунда Вајде из 1890. године.
- Портрет Ладислава Хуњадија, уље на платну из друге половине 18. века.

## Избор за краља (1457—1458)
Пошто Ладислав није имао потомство, у јануару 1458. године су се састали сталежи да би изабрали новог краља, више племство у Будиму, а ниже у Ракошу. Многи су полагали право на круну и нудили су се овој титули. Краљ Ладислав имао је две сестре: Ану, удату за саксонског војводу Вилхелма, и Елизабету, удату за пољског краља Казимира IV Јагелонца. Међутим, њихове странке су биле преслабе, прва нарочито. Међу властелом био је већи број присталица Фридриха III, цара Светог римског царства и главе породице Хабзбурга, али је највећи део учесника сабора желео да се за краља изабере неки домаћи великаш. Круни се надао палатин Ладислав Горјански, који је по својој мајци Ани Цељској био у сродству са три последња краља: Сигисмундом, Албрехтом и Ладиславом, а уз то је његов отац Никола положај палатина обављао 32 године. Осим тога Ладислављева жена Александра била је војвоткиња Тјешина. Такође је круну желео и Никола Илочки, војвода Ердеља и бан Славоније и Мачве. Никола је био богат и поносан великаш и уз Јаноша Хуњадија прославио се у ратовима са Османским царством. Пошто је његова кћерка Јеронима била од 1455. године верена с Хенриком, сином губернатора Бохемије Јиржија Подјебрадског, Никола се надао чешкој помоћи.
Упркос свим жељама вишег племства, ниже племство и народ Угарске желели су за владара Матију. За Матију је била и црква предвођена кардиналом Хуаном Карвахалом и острогонским надбискупом Дионизијем Сечом, који је био у сродству са угледним угарским породицама. На Матијину страну убрзо је прешао и Ладислав Горјански. Он је, наиме, 12. јануара са својом женом дошао у Сегедин, где се споразумео са Силађијем, тадашњим београдским капетаном, и са његовом сестром Ержебет. Ладиславу је јамчено да ће му Матија оставити палатинску част и сва имања и да ће се оженити његовом кћерком Аном. Да би прекратио колебање вишег племства и убрзао избор, Силађи је 20. јануара, са 15.000 до 20.000 војника, упао на сабор, изјавивши да ће, ако се настави колебање, „онда његов мач одлучити о избору краља”. Тако је после дугог већања, 24. јануара четрнаестогодишњи Матија изабран за краља једногласним гласањем, а Силађи за губернатора краљевине на 5 година због краљеве малолетности. Међутим, нови краљ није наследио целу заоставштину Ладислава V. Предуго бирање краља искористио је Фридрих III, који је као глава Хабзбурга завладао надвојводством Аустријом. Овај метеж у Угарској искористили су и Чеси, који су 2. марта изабрали губернатора Јиржија Подјебрадског за свог засебног краља.
Нови краљ се за време избора још увек налазио у Прагу, где га је губернатор Подјебрадски још 24. новембра 1457. године ослободио заробљеништва и верио са својом деветогодишњом кћерком Катарином. Дознавши за његову победу, Подјебрадски га је 5. фебруара 1458. године са сјајном пратњом чешких великаша довео до границе са Угарском, где су га чекали мајка и ујак са угледним посланством, у чије је име новог краља поздравио Јанош Витез. Матија је 9. фебруара поновио своје обећање, да ће се оженити с Катарином Подјебрадском, а обећање су сада печатима потврдили: краљева мајка и ујак, а за њима и сви чланови посланства. На то је Матија 14. фебруара свечано ушао у Будим. На почетку је у његово име владао губернатор Силађи, али је нови краљ већ у марту преузео своје владарске дужности, али не и власт у потпуности. Силађи тада одлази у Београд, а краљ је за свог главног саветника поставио Јаноша Витеза.

## Губернатор Михаљ Силађи (1458—1459)

### Тешко стање на почетку владавине
Краљевска власт младог Матије је у почетку била слаба. Михаљ Силађи је, у интересу његовог избора, прихватио врло тешке услове опозиционих великаша. Не мање обећања он је дао и у Матијино име, као, на пример, да се млади краљ неће светити због смрти свог старијег брата, да ће своје противнике оставити на положајима, да неће прикупљати ванредне порезе, да ће се оженити ћерком вође опозиције, а ради спровођења свега овог Михаљ Силађи ће пет година бити губернатор. Стога не изненађује чињеница што су у иностранству први Матијини краљевски актови прихватани само ако је на њих ставило своје потписе и неколико великаша.
У години његовог ступања на власт земљи је са свих страна запретио непријатељ – са југа Османлије, чија претећа сила је све више расла, а са севера веома моћни претенденти на престо. Истовремено, како то један хроничар је забележио:
Угарска се распала, поцепала се на делове међу којима једва има контакта.
Ослањајући се на своје најамнике из Бохемије, а и сам плаћеник Јан Јискра је деценијама побеђивао сваку краљевску војску и сматран је законитим господаром северне Угарске. Нажалост, ово није био усамљени пример, било их је сличних и у другим деловима земље. Док се умножавао број спољних непријатеља и унутрашњих насилника, ризница је остајала празна, а војска слаба.
Матија је имао доста посла и у Хрватској и околним областима. Од погибије Улриха Цељског, водила се љута борба за богату баштину цељских кнежева. Цар Фридрих напао је поседе цељских у Крањској и Штајерској, а Јан Витовец  у Хрватској и Славонији, док је Улрикова удовица Катарина, кћерка деспота Ђурђа Бранковића, настојала да их задржи. Највећа јагма настала је у Хрватској, где су се за краљевске градове Книн и Островицу и за баштину кнежева Таловаца Клис и Сињ отимали Франкопани, Курјаковићи, Краљевина Босна, Млетачка република и херцег Стефан Вукчић Косача. Матија је узалуд покушавао да тамо обнови краљевску власт. Такође се питало ко ће наследити звања Улриха Цељског. Матија је на месту славонских банова оставио Николу Илочког и Јана Витовца, али је сменио банове Хрватске и Далмације, где је крајем 1458. за банове били постављени Павле Шпиранчић и Петар Зоб.

### Српско питање и рат против Турака
Смрћу српског деспота Лазара Бранковића, сина Ђурђа Бранковића, 20. јануара 1458. године, Српска држава запала је у дугу анархију. Да би избегле страно мешање сукобљене стране покушале су да организују намесништво, да би задовољили и Турке и Угаре. Јемство Угарској давали су Лазарев ослепљени брат, Стефан Бранковић и Лазарева удовица Јелена Палеолог. Међутим, добар део Срба, који су били за мађарофилску оријентацију, био је отуђен од исте, због тога што је губернатор краљевине Угарске био Силађи, крвник деспота Ђурђа. Угарску страну додатно је ослабила вест из редова кардинала Карвахала, да је Лазар Србију завештао папској курији, која ју је, доиста, 14. марта 1458. године узела под заштиту. Чак и поред свега тога, међу намесницима су се наставили сукоби, што је учинило угарски утицај ништавним. У међувремену, у самој Угарској није могло бити правог говора о рату с Турцима. Видевши то, босански краљ Стефан Томаш 21. априла 1458. године признао је врховну власт Турака.
Значај Србије огледа се у томе што је сам губернатор Силађи, свесрдно потпомогнут кардиналом Карвахалом, водио преговоре о томе да добије српску круну, који, наравно, нису уродили плодом. Србија је за угарску била значајна, нешто због њеног стратешког положаја, за одбрану од Турака са југа, а нешто због њеног рудног богатства. У циљу задржавања власти за себе и своју кћерку Мару, Лазарева удовица Јелена Палеолог, предала је Матији Голубац, а своју кћер верила је са наследником босанског краља, Стефаном Томашевићем. Љут због оваквог поступка, султан Мехмед II је на Србију послао велику војску од 40.000 људи, која је лако освојила Голубац, у августу, као и низ других градова у Српској деспотовини, која је сведена на само Смедерево са уском околином. На вест о паду тог за Угарску стратешки веома важнога града , у самој земљи је настала велика узрујаност. Србе су окривљени за издајице, а замерало им се то што су одбијали да Угарима предају остатак своје државе.
Једна турска војска потом је провалила преко Саве у Славонију. На то је Матија скупио војску, са којом је 9. септембра 1458. године, у пратњи кардинала Карвахала, дошао у Петроварадин. Матија је у Петроварадину остао до 1. октобра, успевши да помоћу Карвахалових крсташа потуче турске чете, које су, опљачкавши Митровицу, пустошиле по Срему. До 5.000 Турака морало је бежати натраг преко Саве, где се већина подавила. Иако је имао много војске, краљ Матија ипак није наставио рат с Турцима.

### Пут ка преузимању власти
Упркос свему, Матија је одмалена васпитаван да се бори са тешкоћама. Његов дворски хроничар Бонфини, са претеривањима карактеристичним за хуманистичке хроничаре у оваквим случајевима, писао је:
Рођен је уз звекет битака, растао у војном логору, а развијао се у војничким шаторима. Од раног детињства је научио како треба превладати опсаду, препливати Дунав, по мразу и жези даноноћно издржати под оружјем, дуго трпети умор и глад, упорно откривати непријатеља, а ништа не мрзети више од кукавичлука и неактивности.
Заиста, краљ Матија није дуго остао неактиван. Слушајући свог васпитача и саветника Јаноша Витеза, најистакнутијег државника Хуњадијевих, он је сваку наметнуту тачку нагодбе у вези са избором краља сматрао ништавном, па није отишао у просидбу код Горјанских већ се оженио Катарином Подјебрадском. Током његовог првог рата с Турцима, одметнуо се велики број великаша, а на првом месту палатин Ладислав Горјански, пошто није био испуњен уговор из Сегедина. Зато је Матија уместо Горјанског средином 1458. године за палатина именовао Михаља Орсага. Овакав краљев поступак уплашио је Јана Витовца и Николу Илочког, који су били у опасности да изгубе своје поседе и части. Стога су се Горјански, Илочки и Силађи састали 26. јула 1458. у Шимонторњи, у циљу склапања одбрамбеног савеза. Без обзира на то Матија је наставио радити самовољно, па је у јесен 1458. без дозволе сабора наметнуо порез за рат с Турцима племству. Није се устручавао ни да свог противника, иначе ујака, Михаља Силађија, коме је и дуговао свој долазак на престо, 8. октобра 1458. године зароби у тврђави Вилагош.
Заробивши Силађија, Матија је стекао бројне непријатеље, који су на власт хтели подићи цара Фридриха, који, не само да је држао круну Св. Стефана, већ и више градова у западној Угарској, које му је некада заложила краљица Елизабета. Никола Илочки сазвао је незадовољне великаше и племиће у Винер Нојштат, где су 17. фебруара 1459. позвали цара Фридриха, да се крунише за угарског краља. Послушавши их, цар је заиста био крунисан угарским краљем и то од стране надбискупа Салцбурга, а 4. марта загазио је у отворену борбу с Матијом. Када је 22. марта цар добио сина Максимилијана, Никола Илочки га је крстио. Рат са Силађијем и осталим бунтовницима и непријатељима није давао краљу могућности да се озбиљно спреми и води борбу против Турака на јужној граници, штавише, Угарска је током овог периода била била упола паралисана.

### Последице: Пад Србије
Нешто краљева обећања, а много више Силађијево заробљавање, привукли су Србе на угарску страну. Деспотица Јелена и краљ Томаш обновили су своје преговоре са Матијом, који се октобра 1458. године, налазио у Београду. Краљ Томаш, послао је младом угарском краљу једно изасланство, понудивши му споразум. Босанци су му обећавали признавање врховне власти и сарадњу у борби с Турцима. Томаш је чак и лично дошао у Угарску и дао краљу жељену изјаву, на основу које је и дошло до споразума. Решен да озваничи тај споразум, првом половином јануара 1459. године, он је дошао на угарски државни сабор у Сегедину, који је заседао крајем 1458. и почетком 1459. године, до 18. јануара. На њему му је дозвољено да свог сина ожени Маром (Јеленом) Бранковић, као и спајање Босне и Србије, наравно под условом да обе остану под угарском врховном влашћу. Матија му је обећао помоћ против Турака, наложивши му да пожури, јер је претња од Турака сваким даном постајала већа. Негативни утицај сабор у Сегедину је тај, да је додатно удаљио Србе од Угарске, јер су његовом одлуком, на коју су свакако утицали српски непријатељи, конфисковани поседи српских деспота у Угарској и раздељени племићима.
У међувремену, почетком 1459. године четири турске војске продрле су у Босну из Врхбосне и Бихора и опселе градове Врандук и Бобовац, у коме се налазио Стефан Томашевић. Стефан је једва побегао из опседнутог града, похитавши у Смедерево. Упркос турској сметњи, уз помоћ угарске пратње, ипак се домогао града. Томаш, који се већ 31. јануара налазио у својој престоници Јајцу, писао је 10. фебруара Јаношу Витезу о том турском нападу, молећи Матију за помоћ. Стефан је стигао у Смедерево тек 21. марта, када је и примио власт, док је венчање обављено 1. априла. Сматрајући долазак угарског штићеника на српски престо повредом својих интереса, султан Мехмед II кренуо је у поход на Смедерево. Нови деспот, нашавши се у врло тешкој ситуацији, молио је за помоћ и оца и краља Матију. Томаш је покушао да му помогне, успевши да освоји град Ходидјед, али ништа више није могао учинити. Матија није ни покушавао да му помогне, јер се већ уплео у тежак рат против феудалаца и цара Фридриха.
Знајући да је без помоћи отпор узалудан, млади српски деспот предао је град 20. јуна 1459. године, чиме је Српска деспотовина завршила свој живот. По споразуму са Турцима, Стефану и његовом стрицу Радивоју дозвољено је да мирно напусте град, док је мала угарска посада у граду била побијена. За овај чин предаје, Матија је оптужио српског деспота и његовог оца. Поверовавши угарском краљу, сам папа Пије II је априла 1460. године наредио кардиналу Карвахалу да испита целу ствар. Дана 7. јуна папа је писао да је стекао лоше мишљење о босанском краљу, на тај начин је краљ Томаш у потпуности дискредитован пред Европом.

## Балканска политика
Матија је, под сугестијама из старине, био неправедан у оцени својих, првенствено јужних, суседа, никад не хтевши да кривицу за лоше испале догађаје тражи и код себе самог, као ни да и своје држање подвргне критици. Угарски краљ је стајао према њима као идеалиста Мађар, хришћански владар са западном културом, као витез према подлацу, као светло лице према тамном наличју. Угари нису хтели да схвате њихов необично тешки политички положај, који их је нагонио да се као први на удару не излажу док не добију уверење да је то излагање само привременог карактера, а управо то је балканске државе и уништило. Угари су хтели апсолутну оданост балканских владара због себе и своје сигурности, замерајући им кад су се они обезбеђивали без њиховог учешћа. Мада је доста урадио за одбрану Балкана од Турака, Матија није био сувише моралан у својој политици и водио је несталну политику.

## Рат за круну Св. Стефана и пад Босне (1459—1463)

### Феудална опозиција и Силађијева офанзива
У Угарској је, Фридриховим крунисањем, настао грађански рат. Његову странку је на југу, у Хрватској, водио кнез Мартин Франкопан, где му је био супротстављен Матијин рођак Томаш Секељ, врански приор. Само у 1459. години, у овој области су страдали градови: Самобор, Јастребарско, Калник, Стеничњак, Хресно  и Суседград. На северу Фридрихове присталице водио је Јан Јискра, док су 1460. године краљеве присталице водили браћа Имре и Иштван Запоља. Међутим, смрћу Ладислава Горјанског, Фридрихова страна изгубила је главног предводника, па су Илочки, Витовци, Силађи и Канишки, били приморани да се измире са Матијом. Посредник су били папа Пије и кардинал Карвахал.
Матија је тек после пада Србије, кад је јужна угарска граница остала сасвим отворена, јасно увидео колико је погрешио што одбрани Србије није посветио већу пажњу. Он стога покушава да наредне догађаје дочека боље припремљен, а први услов за то било је сређивање унутрашњих криза. Прво измирење пало је са Силађијем, коме је том приликом обећао Српску деспотовину, ако му пође за руком да је ослободи од Турака. Силађи је, доиста, у савезу са Влашком, покушао једну офанзиву против Турака, али цела акција се завршила неуспешно. Уследио је упад Турака у Банат, где су успели да га 9. новембра 1460. године у једној борби и заробе. Силађи је као заробљеник послат у Истанбул, где је био погубљен. Пасивно држање Угара за време српске кризе и овај неуспех Силађијеве офанзиве само су обесхрабрили суседне владаре за даљу борбу са Турцима, удаљивши их од Угарске, која није била способна да их заштити.
Силађијевом смрћу у Угарској је поново букнуо грађански рат и Матијин нови дуги сукоб са царем Фридрихом. Сам Матија није крио, да без помоћи са запада не може издржати борбу против Турака и да ће бити принуђен на склапање мира са њима, чак је и почео мировне преговоре. Папа Пије, покушавши да помири два хришћанска монарха и окрене их против Турака, сазвао је посебан сабор у Мантови, где је намењивао цару Фридриху улогу хришћанског капетана, али узалуд. Два монарха су се толико мрзела, да их тај гест није могао помирити.

### Политика краља Томаша
Иако му је папа предлагао да се још више веже за Угарску, Томаш је остао пасиван, нешто због Матијиног неповерења према њему, а нешто због тога што му није стизала стално обећавана помоћ са запада. Штавише, турски војсковођа Хасан-паша је 1460. године од босанског краља изнудио дозволу да Турци преко Босне проваљују у Сремску и Вуковарску жупанију, што је само продубило Матијино неповерење према њему и повећало тужбе на њега папи. Ипак, босански краљ је почео преговоре с папском куријом са циљем да од ње добије круну. Тежња краља Томаша да се приближи папи изазвала још веће угарско неповерење, јер би тиме Босна прешла под врховну власт Свете столице и тако изашла из угарске сфере утицаја. Матија је стога поручивао у Рим, да би то давање круне сматрао као акт непријатељства против себе и да би у том видео изједначење босанског краља дотадашњег свог вазала са собом и да то не би могао прихватити. Међутим, курија је почела увиђати да Томаш није такав каквим га је престављао Будим, па је папа, да олакша његов положај, 23. марта 1461. године наредио сплитском надбискупу да објави булу о крсташком рату против Турака уколико би напали Томаша или његовог јужног суседа Стефана Вукчића, херцега од Светог Саве. Ни Вукчић није био поштеђен турских претњи, посебно од када су му 1459. године тражили град Чачвину у Далмацији као базу за напад на Угарску са запада.
Угарско нерасположење против босанског двора показивало је и непријатељско држање новог хрватског бана Шпиранчића, за кога су савременици говорили да је био човек скандалозан. Кад је насртљиви бан, Матијин присталица, хтео да васпостави стари, после Таловаца расцепкани посед банског домена, дошао је у сукоб са свим суседима: са Млетачком републиком, са Босном, са Херцеговином и са крбавским кнезовима Курјаковићима. Огорчени Млечани, помишљали су чак и да склопе мир са Турцима зарад рата са Шпиранчићем, па чак и да против истог организују савез и који би чинили угрожени суседи.

### Босански краљ добија круну од папе
После смрти краља Томаша 10. јула  на босански престо ступио је његов син Стефан. Млади краљ се измирио са херцегом, али од тог измирења није било никакве користи, јер су и обојица у склопу поменутог савеза загазили у рат против бана Шпиранчића. Иако му није била пријатељ, Млетачка република је ипак, због личних користи, посредовала за њега, посебно око Клиса и Островице. Убрзо је дошло и до распада савеза, јер је херцег из њега морао иступити због сукоба са Турцима, услед којих се за помоћ морао обраћати не само краљу Матији, него и самом бану. Бан је чак примио 3.000 дуката за војну опрему од херцега, не би ли му дошао у помоћ, али то није учинио. Херцегу после те обмане није остајало ништа друго него да измоли мир од Турака за 40.000 дуката годишњег данка. Овакав развој догађаја изазвао је велику забуну у босанској државној политици.
Постоји могућност да је нови краљ због угарског неповерења помоћу херцега покушао да се бар донекле приближи Турцима. За то га је оптуживао Матија, који га је називао вероломним, непоузданим и издајником. Матија је чак и пребацивао курији што прима босанске посланике и што преговара с њима о давању поменуте круне. Мада је сама курија стално признавала мађарско врховно право на Босну, краљ Матија је изношењем те чињенице најбоље показао на које је питање у односу са Босном он полагао главно тежиште.
Пошто су сви позиви у помоћ Угарској, која га је сматрала непријатељем, остали без одговора, краљ Стефан приступио је наставку преговора с папом. Желећи да помогне босанском краљу, папа Пије му је, упркос непријатељском ставу краља Матије, послао легата са круном, који га је крунисао у Јајцу, почетком новембра 1461. године. Стефаново крунисање није било добро примљено на угарском двору. Иако му је папа то јавио, краљ Матија био је стављен пред свршен чин. Угарски краљ је неувијено корио римској курију, оптужујући је да је тим актом помогла босанске тежње ка одвајању од Угарске и да није водила рачуна о правима круне Св. Стевана. Љут и неповерљив према босанском краљу, Матија је тражио, да му Стефан уступи градове на турској граници. Млади краљ је, доиста, ушао у преговоре с њим, али не са намером да их изврши него да би добио на времену.
Очигледно је да је босански краљ мислио да ће добијањем круне разбити неповерење угарског краља. У том се преварио, штавише, довео је себе у тежак положај, јер сада због папе није могао ништа предузети што би показало злу вољу, али није могао ни поднети без поговора, да се Босанци не ослобађају будимског туторства. Тако крунисање није донело Стефану очекивану корист, а Матија је остао киван на њега и његов непријатељ.

### Мировни споразуми: Куповина круне Св. Стефана
Одлучан и према властели и према цару Фридриху, који је упао у Угарску, у оштрој, неретко одлучујућој борби, Матија је сломио феудалне лиге, а цара је принудио на склапање мира, који је посредовањем папе Пија, кардинала Карвахала, а и бискупа Јаноша Витеза, склопљен 3. априла 1462. године, у штајерском Грацу. Одредбама мира Фридриху је остала титула угарског краља, па ће он, тачније његов син, наследити Матију, уколико буде умро без мушких потомака. Матија се обавезао да ће платити цару 80.000 дуката за накнаду ратне штете и трошкова, после чега ће му Фридрих предати град Шопрон и круну Св. Стефана.
Доследан у својој политици измирења, папа је настојао да уреди и односе између Босне и Угарске. Краљ Матија је наглашавао, да курија није могла доносити никаквих одлука о Босни без претходног споразума са Угарима, пошто је она њихова вазална земља. Стога је цена споразума морала бити само враћање Босне у подручје угарске круне и босанског краља у положај угарског вазала. На основу тога је крајем маја 1462. дошло до измирења, које је, ипак, било неискрено. Стефан је чак пристао, да новчано помогне краљу Матији у откупу круне Св. Стефана, по савету модрушког бискупа Николе, прекинувши све односе са Турцима, па и плаћање данка. Овај споразум је, додуше на кратко, зауставио непријатељства бана Павла на западу. У овим преговорима је учествовао и представник херцега.
Потврђивању овог уговора из Граца приступило се тек следеће године, а први га је 7. маја потврдио папа. У лето исте године краљ Матија је послао сјајно изасланство у Аустрију у ком је био Никола Илочки. Примивши од њега договорену суму, цар Фридрих је 24. јула предао круну, која је код њега била пуне 23 године. Том приликом, цар Фридрих је верификовао споразум. Већ 26. јула, круна је уз велике свечаности стигла у Будим, где ју је примио Матија и верификовао споразум. Тиме је, после дуго година, између Угарске и Светог римског царства, тј. Надвојводства Аустрије, завладао мир.

### Пад Босне и Матијино држање
Дознавши за учешће Херцеговине у преговорима, турска војска је упала у њу и опљачкала је. Босна је прошла много горе од Херцеговине, јер се против ње почела спремати велика турска војска. Обавештени о томе, краљ и херцег послали су фебруара 1463. године, изасланике свим суседима, па и самом Матији, да им саопште узнемиравајуће вести. Матијин одговор гласио је да се држе заједно, да би се здруженим снагама (лат. unitis viribus) могли одупрети заједничком непријатељу.
Али-бег, смедеревски санџак-бег, је од маја 1463. на Сави и Дунаву изводио разне војничке операције, па су Угари помислили да предстоји напад на њихово подручје. Млечани су му још током јануара и марта препоручивали да он сам предухитри Турке, али Матија није ни могао нити је смео то учинити. Његови посланици у Венецији, још у мају су говорили, да нису сигурни да би у том подухвату прошли добро, потраживши од Републике помоћ не у флоти, него баш у копненој војсци. Кад је видео да се султан креће Матија је послао на југ свог рођака Јаноша Понграца с нешто војске. Али-бег је за то време продро све до Темишвара, где га је Понграц поразио. Међутим, Турци су могли бити задовољни, јер су унели забуну међу Угаре и лишили Босну сваке помоћи са те стране. Смедеревски санџак-бег је и после тога, задржавајући Угаре, вршио демонстративне упаде по Срему и Бачкој.
У међувремену, турска војска под вођством самог султана и великог везира Махмуд-паше Анђеловића је, готово без отпора, освојила Босну за мање од месец дана и почетком јуна погубила њеног краља. Краљ Матија се током целог тог похода налазио у Батањи и Бачу, а од 6. јуна у Футогу. Бојећи се турског упада преко Саве и Дунава, чији увод је требало да представљају упади смедеревског санџак-бега, он је остао, углавном неактиван, не предузевши ништа да олакша положај босанског краља. Није се покренуо ни крајем јуна, када је добио сигурне вести да се Турци повлаче. Тек почетком септембра, као да се оправдава, прешао је у Београд да лично предводи војску у борби са демонстрационим одредима турске војске, која се повлачила на целој линији. Мада се његова неактивност може донекле бранити неизвесношћу ситуације, па и страхом од сукоба са самим султаном, ипак постоји могућност да је оставио босанског краља његовој судбини, мислећи да касније изведе интервенцију у Босни чисто на свој рачун. Он није желео пад Босне, због саме Угарске, али не би се могло рећи да није желео пад Стефана Томашевића.
Са много страна почели су падати прекори како хришћани нису довољно солидарни, како не знају да се снађу у часу опасности, и како је велика њихова кривица, а посебно краља Матије и млетачког дужда, што је Босна, кључ и капија целог хришћанства како ју је називао сам угарски краљ, пропала. Сада краљ Матија није могао пребацивати кривицу на друге, као што је био случај при паду Смедерева и Српске деспотовине, иако је то покушавао.
Бан Павле Шпиранчић искористио је прву прилику да опљачка удовицу краља Стефана, која је бежећи из Босне прошла преко његовог подручја. У јуну, турске чете су из Босне упале на Крбаву до Сења опустошивши и попаливши је, а потом продрле у Далмацију све до Сиња. Поражен у сукобу с њима, бан Шпиранчић био је заробљен.

## Савезнички рат против Турака (1463—1464)
Победа над феудалним лигама и Хабзбурзима, омогућили су обнављање борби против Турака. Међутим, пошто се и турска власт на Балкану консолидовала, а Матија се могао ослонити само на своје мале снаге, није било могуће предузети поход великих размера којим би се изнудило коначно решење. Походи на Босну, организовани 1463. и 1364. године, имали су за циљ да ојачају линију граничних градова на југу, а највећи успех овог ратовања било је освајање Јајца. Овај успешни поход је зауставио освајаче, али Матија, касније није наставио борбе против Турака са потребном енергијом, иако су биле од животне важности.

### Склапање савеза
Брзо напредовање Турака уплашило је Млечане, који су страховали за своју своју Далмацију. Стога су пожуривали Угаре да склопе савез, пошто су Турци угрожавали и њихова подручја, која су долазила на ред после босанског. Дана 12. септембра 1463. године, Матија је, боравећи у Петроварадину, склопио савез и лигу за вођење рата против заједничког непријатеља са Млетачком републиком. Том приликом договорено је да краљ с Турцима ратује у Босни копненом војском, а Млечани узнемиравају Турке дуж далматинске обале и на Мореји флотом. Поред Матије, Млетачка република је преговарала и са преосталим балканским државама Албанијом, Херцеговином Светог Саве, Зетом, па и са босанском властелом, са циљем да их увуче у савез.

### Експедиција у Босни
Комбинованој контраофанзиви приступило се одмах, већ почетком јесени 1463. године, када су Угари кренули у Босну, а Млечани на Мореју. Као савезник двеју хришћанских сила, јавио се херцег Стефан, чији је син Владислав почео акције у Босни, изјављујући да то ради у име Млетачке републике. Толико су били непопуларни Угари, чак и кад се радило на потискивању Турака, који су у свом упаду показали толико безобзирности. Знајући колико су Угари осетљиви у питању Босне и како би сваки туђ улазак у њу сматрали чистим непријатељством, Млечани су категорички одбијали Владислављеве понуде.
Угарску војску у Босни водио је лично краљ, који се 29. септембра налазио у Вировитици. Почетком октобра прешао је Саву код Градишке и долином Врбаса, са две колоне војске, наставио према Јајцу. Једну војску водио је Имре Запоља, а другу, која је ударила преко Кључа, сам краљ. Овим војскама придружиле су се и хрватске чете Мартина Франкопана. Турски отпор био је слаб, јер се главна војска повукла са султаном; једино јајачка посада се одржала дуже. Опсада Јајца почела је око 10. октобра, када је пао сам град, а тврђава се јуначки бранила све до 25. децембра, када је била принуђена да се преда. У опсади се посебно прославио краљев сестрић Матија Гереб, будући хрватски бан, који је у једном двобоју савладао турског војводу Мустафу.
Угарској војсци доста је помогао Владислав Херцеговић, који је освојио Љубушки, жупу Раму са градом Прозором и жупу Ускопље, на горњем Врбасу. Владислав је 6. децембра признао власт краља Матије, коме су се после тога покорили градови у долини Врбаса и у Усори.
Са Јајцем пала је и цела северна Босна. Главну заслугу овим лепим успесима Матија је приписао војводи Имру Запољи, племићу из пожешке жупаније, далеком потомку босанског бана Борића. Запоља је именован за бана Хрватске, Далмације и Славоније и за губернатора босанског краљевства. Матија је, очевидно, спојио све ове части да би олакшао одбрану југозападне Угарске. Под Јајцем Матија је одликовао другог херцеговог сина Влатка, који му је, вођен општим хришћанским интересом, по очевој наредби, дошао у помоћ. Влатко је као награду добио рамску, ливањску и ускопску жупу.
Нешто због зиме која је у босанским планинама била још оштрија, а нешто због недостатка новца, Матија је на самом крају 1463. или почетку 1464. године године кренуо натраг у Угарску. 17. јануара њега налазимо у Чазми, 28. јануара у Дубрави, а 13. фебруара свечано је ушао у Будим. Дана 29. марта у Секешфехервару је у присуству многих прелата, великаша и племића свечано крунисан круном Св. Стефана.

### Турска контраофанзива
Године 1464. Матија није могао да настави почети рат, нешто због оскудице средстава, а нешто због политичких прилика у самој земљи. Млечани, гледајући скоро са очајањем како пролази време, стално су га пожуривали и нудили му своје политичке и финансијске услуге. Међутим, султан Мехмед II није био вољан, да се одрекне прошле године већ освојене Босне, па се почео спремати за рат против Матије. Већ 1. јуна Млечани су јављали у Рим, да Турци спремају нову војску против Угара, не скривајући страх да Угари сами неће издржати турски налет. Средином јуна у Босну су стигле турске извидничке чете, које су бројале свега око 3.000 коњаника. Ове чете су пустошиле све прошле године ослобођене крајеве, ширећи страх и ужас, допирући све до Сплита.
Још истог месеца у Босну је пристигао Махмуд-паша са војском, која је бројала између 20.000 и 40.000 војника, опљачкавши Херцеговину све до Дубровника. Један одред ове војске је, предвођен самим пашом, упао у Хрватску и нанео велике штете опустошивши модрушку жупанију кнеза Стефана Франкопана, заробивши и његовог сина. Турска војска је 12. јула поново приспела под Јајце, коме су, као бившој босанској престоници, нарочит значај давале обе стране. Сви турски напори да заузму град били су узалудни, угарска посада борила се храбро и пожртвовано, сасвим друкчије него босанска прошле године. Убрзо је ту пристигао и сам султан с још већом војском, пред којом је херцег Стефан побегао у Дубровник.
И после доласка султана, који је лично присуствовао јуришима, потицао људе на борбу и бодрио на нове јурише, ситуација се није много променила. Турци су пред Јајцем користили нове топове, којима су бомбардовали градску тврђаву 30 дана, и поткопавали су зидине. Византијски историчар Критовул живо, мада без појединости, описује борбе на јајачким зидинама, за које претерано каже да нико није видео ни чуо за сличне.
На вест да Јајцу стиже у помоћ сам краљ Матија и да је један део угарске војске под вођством Имреа Запоље прешао Саву и оперише око Бања Луке, султан је 22. августа наредио општи јуриш. Међутим, посада се храбро држала, па јуриш и поред великих жртава није успео. Потом је султан нагло зауставио нападе наредио опште и брзо повлачење, које је почело већ 23. августа. По свој прилици није хтео да се са својом прилично уморном ордијом, која је још претрпела и осетне губитке, упусти у борбу са новом угарском војском, чији је број намерно представљен као велик. У међувремену, Запољина војска је кренула долином Врбаса према Јајцу, али у невеликом броју, знајући да Турци под Јајцем нису многобројни и опасни. Победа под Јајцем важна је и зато што је дигла углед Угара, па су се и извесни босански великаши почели признавати њихову власт.

### Друга експедиција у Босни
Матија је вест о турском повлачењу добио у Горјанима, на Дунаву, у Славонији, где се почетком септембра налазила и главнина угарске војске од 30.000 људи. Он је одмах наредио да за Запољом и остала војска пређе Саву и пође за Турцима, али је, иако осокољен турским поразом, дуго остао неактиван. Краљ Матија налазио се 14. септембра у Илоку, 24. септембра у Моровићу, а 1. октобра код Раче на Сави. Корвин је кренуо у напад тек почетком октобра и то не према Јајцу, јер за то није имало потребе, већ долином Дрине према Зворнику, преносећи ратиште на источну Босну. Очевидно, Матија је хтео да ослободи источни део Босне, да би добио бедем од Врбаса до Београда као заштиту за Угарску.
Међутим, босански санџак-бег Мехмед Минетовић трудио се нарочито да одбрани нарочито турске положаје на Дрини, иако није имао довољно војске на располагању. Дрински градови нарочито су били значајни, јер би њиховим падом била пресечена веза између Босанског санџака и осталих делова Османске империје. Зато је снабдео Зворник храном и муницијом и одабраном војском. 19. октобра Матија је, заједно са Запољом, долином Дрине допро до тог града и опсео га. Међутим, опсада се отегла, пошто се град налазио на неприступачном месту, па је Матија, не губећи време, кренуо у освајање околних градова између река Босне и Дрине. Запоља је, у смелом залету, опљачкао Сребреник, док је сам краљ освојио Сребреницу са њеним богатим рудницима. У међувремену, Зворник је, упркос свим напрезањима, остао неосвојив. Сам Запоља је био рањен под тим градом, изгубивши једно око. Нешто због тога, а нешто због вести да се султан враћа у Босну, Матија је одустао од даље опсаде и средином новембра журно је кренуо натраг, гоњен од охрабрених Турака, који су његовој војсци нанели осетних губитака. И поред турских напада, војска је без проблема прешла Саву код Раче и ушла у Угарску.
Током овог похода, херцег Стефан је, прекинувши све везе са Турцима, пришао краљу Матији, мада му никад није постао сасвим искрен пријатељ. Кад је видео угарске тежње у дринској долини, он је био вољан да им уступи један део свог североисточног подручја око Лима и Дрине све до Милешева, као област која је била стално на путу Турцима и која је од њих редовно и страдала, у замену за одговарајуће поседе у Славонији. Извршавање овог плана омео је пораз под Зворником. Штавише, херцег се нашао у великој неприлици, пошто је, да би се уопште одржао, морао султану уступити највећи део Херцеговине, а за таоца му дати свог најмлађег сина Стефана. Овим чином измирења са Турцима херцег се замерио краљу Матији.

### Систем одбране јужних граница
Овим повлачењем, завршен је и сваки даљи угарски покушај, да великом и систематском офанзивом протерају Турке из Босне. Од тада, дужи низ година, источну половину и средишњи део Босне држали су Турци, а западни и северни Угари. У тим деловима са средиштима у Јајцу и Сребренику, основане две бановине са потпуно војничком организацијом, које су служиле као нека врста мртве страже.

## Сукоби са Турцима 1465.
У међувремену настављају се сукоби у Херцеговини, док је полако освајају Турци. Године 1465. други херцегов син син Влатко отишао је да тражи помоћи од краљ Матије. Кад су чули да су се Турци упутили на Херцег Нови, Млечани су кренули да освоје Котор, што је довело до сукоба између Млетачке републике и Матије, који им је пребацивао што се мешају у његове послове босанског краљевства.
Те године Матија је спремао велики напад на турске положаје у Босни. Сам султан је по Вуку Гргуровићу, титуларном српском деспоту, понудио Матији мир, свакако покушавајући да га одврати од савеза с Млечанима. Међутим, Матија је одбио понуду, због чега му се 13. јануара 1465. захвалила Млетачка република. Штавише, Матија је 30. марта послао сјајно посланство од 300 витезова, предвођено печујским бискупом Јаношем Чесмичким, у Рим, да би добио помоћи из Италије. Посланици су са собом понели Матијино писмо новом папи Павлу II, у коме је упозоравано, да ће султан те године са читавом својом силом ударити на Београд и Јајце и освојити остатак Босне и Мачве. Посланство је било лепо дочекано у Риму, а на повратку такође и у Венецији. Сам папа је 26. маја јавио краљу Матији, да му за ратне трошкове даје 57.500 златних форинти , а поврх свега послао му је и златан крст с комадићем дрвеног крста, на коме је био разапет Исус Христос. Млетачка република је 16. јула одлучила, да ће за рат против Турака издвојити 50.000 дуката. Већ 15.000 дуката било је уручено посланству краља Матије, 27. јуна. Матија је, у овај савез, позвао и арбанашког јунака Скендербега.
Међутим, и поред великих припрема од целе експедиције није било ништа. Краљ је, доиста, 8. октобра, код Градишке на Сави, с великом војском ушао у Босну, али се већ неколико дана касније вратио натраг. У Босни су само оперисали краљев таверник Јанош Розгоњи, хрватско-далматински бан Стефан Франкопан и бан Јан Витовец, кнез загорски, са 5.000 војника, са циљем одбране Ливна и његове жупе од Турака. Међутим, прави циљ ове војске била је одбрана Херцеговине од Турака и Млечана. С тим циљем, Матија је 3. новембра Витовцу и Разгоњију дао пуномоћ, да могу у његово име преговарати са херцегом, свакако о односу Херцеговине према Угарској. Херцеговина се тада налазила у врло тешком положају, јер су Турци сазнали за херцегове преговоре, потпуно онемогућивши херцегов прошлогодишњи план. Исто тако, Витовецу и Разгоњију је дозвољено да помажу угроженом Дубровнику. Остарели херцег је, у међувремену, преговарао и са Млечанима и са Угарима, не верујући ни једнима ни другима. Између два херцегова савезника није било само неслагања, него и праве свађе око Херцеговине. Млечани нису могли пристати, да се Угари увуку у Боку Которску, а Угари су због далматинске обале и западне Босне нерадо гледали Млечане и на Неретви.
Једини угарски успех 1465. године, било је учвршћивање Витовеца и Розгоњија, крајем године, у Почитељу на Неретви. Херцег је, на тајним преговорима са Угарском у Дубровнику, пристао на то поседање. Таквој одлуци битно су допринели и Дубровчани, стари млетачки непријатељи. Они су чак пристали, да о свом трошку, подигну велики мост преко Неретве код Почитеља, са чијом изградњом се почело већ почетком идуће године.
Резултат ратовања 1464. године није био повољан ни за Угаре ни за Турке. Турци од тада нису предузимали већих акција у Босни, док су у Херцеговини борбе биле су локалног карактера. И Турцима и Угарима било је јасно да су постигнути резултати релативни и да треба још много великих напора да би се обезбедила сигурна власт над Босном, за шта им је била потребна подршка Босанаца. Угари су рачунали на симпатије тамошњих хришћана, а Турци на богумиле, добар део православаца, као и на угарске непријатеље, какав је био Владислав Херцеговић. Крајем 1465. године, султан је обновио титулу босанског краља и дао је синовцу краља Томаша Матији Шабанчићу. То је учинио очевидно, стога што се Босна налазила на крајњој западној тачки Османског царства и била изложена непрестаној агитацији Угара и Млечана, а осим тога ни он сам личним залагањем није могао у њој целој васпоставити своју власт. Међутим, нови босански краљ, због своје неактивности, није био од користи, па угарски утицај није био нимало потиснут.

## Промена политике према Србима (1464—1465)
У вези са новом турском политиком у Босни и Угари су морали мењати своју политику према Србима, да би их добили за савезнике. До тада су и двор и магнати дозвољавали себи понекад грубе испаде. Примери за то свакако су били Силађијеви испади према деспоту Ђурђу Бранковићу, па и Корвиново држање према Стефану Томашевићу. Матија је чак отишао и корак даље кад је одузимао поседе Бранковића у Угарској. Међутим, кад је турска опасност постала очигледна, после пада Босне, краљ је почео из основа мењати своју политику, трудећи се да што више Срба веже за Угарску, дајући пример и другима. Иначе, после пада Деспотовине у Угарску је прешло много Срба, а нарочито мађарофила, који су са собом водили не само многобројно дворско особље, већ и ратничку пратњу. Тако су у Угарску прешла браћа Јакшићи из Јагодине, Стефан и Дмитар, са 1.200 ратника, којима је краљ 1464. године поклонио Нађлачко властелинство у Чанадској жупанији и још неке поседе око Мориша, од којих је најзначајнији Међехез. Ова породица је каснија добила и друга имања у Клушкој и Арадској жупанији. Арадска жупанија је с временом постала њихов главни посед. Другом српском великашу Милошу Белмужевићу, бившем војводи деспота Ђурђа, који се јавља у Угарској од 1470. године, Матија је дао град Шашвар и Јенопоље у Арадској жупанији. Овај великаш је касније, 1483. године, од краља на поклон добио Мајиш и Познад у темишварском крају.
Највећу успех постигнут је 1465. године, када је Корвин успео да придобије и сјајног јунака Вука Бранковића , који је до тада био у турској служби, код своје тетке султаније Маре. Као такав, Вук је ушао у састав турског посланства, које је са Угарима у Београду преговарало о условима мира. Ови преговори, о којима дуго дискутовало у Будиму и у Венецији, нису довели до резултата. Међутим, Матији је пошло за руком да придобије Вука на своју страну, поклонивши му потом градове Сланкамен и Купиник код Саве, и именовавши га за заповедника српских ратника у Угарској са чином војводе. Вук се брзо прочуо као несвакидашњи јунак, што је, поред високог порекла, знатно допринело да се око њега окупи велики број вредних и одлучних српских ратника, које Матија, у први мах није употребио против Турака него против Јиржија Подјебрадског, са којим је дуго водио рат. Пошто се у овом рату посебно истакао, Вук је добио град Белу Стену и област Тотушевину, стекавши краљево поверење и поставши његов миљеник. Од сада је Матија једина нада и Срба и Хрвата, жељних да наставе борбу са Турцима.

## Смене банова у Хрватској (1465—1466)
Корвин је у пролеће 1465. године Имру Запољи доделио част вранског приора, да би му дао што више прихода. Међутим, већ у јесен, Запољи су одузете све части. У повељи 5. новембра 1465. године Запољи се не наводе све ове части, већ само титула наследни жупан спишки. Уместо њега, Матија је за банове краљевина Раме, Далмације и Хрватске именовао Петра Зоба, бившег хрватског бана, и Ладислава де Дисноша (мађ. de Disznos), док је у Славонији бан постао Никола Илочки, мачвански бан. Сви нови банови помињу се у краљевој повељи 24. марта 1466. године.
Августа 1466. Матија је дошао Славонију, да среди прилике у њој. 8. августа био је сазван сабор племства у Крижевцу, на коме је споразумно одлучено, како ће се загребачкој бискупији плаћати десетина. Краљ је потом наставио ка Загребу, где је 23. августа потврдио правила неких цехова. Том приликом за бана и врховног капетана краљевина Босне, Далмације, Хрватске и читаве Славоније именовао је свог миљеника Јаноша Туза, који је дотада био магистар краљевских вратара. Можда је на ову одлуку утицао банов брат Освалд Туз, који је од 16. априла 1466. био загребачки бискуп . Главни задатак новог бана био је да обнови међе краљевина Далмације и Хрватске, тако што ће освојити утврђени Клис. Овај град, који је нема сумње имао велики стратешки значај, јер се посредством тог града могло управљати свом облашћу од Сплита до Трогира, држала је Маргарета, удовица бана Шпиранчића, али су се за њега отимали и Турци и Млечани. Већ средином септембра бан Туз је дошао под тај град, уплашивши тиме Млечане. Бојећи се за своје градове Сплит и Трогир, они су 25. септембра уверавали Матију, да се неће мешати у борбу за Клис, који је убрзо и пао у краљеве руке.

## Сукоби у Херцеговини 1466.
Док се херцег колебао, у његовој породици је наступио прави расцеп коме се приклонити. Млађи херцегови син Влатко био је на угарској страни, а има индиција да га је херцег овластио да прода Херцеговину угарском краљу за 100.000 дуката и град Загреб. Почетком 1466. године херцег Стефан се, на самрти, определио за Млечане. Дакле, нису му се исплатили толики преговори са Корвином, коме је чак, узалуд, послао 12.000 дуката, не би ли добио војну помоћ. Овог пута је угарска интервенција изостала, али, када је херцег дозволио и Млечанима да се могу учврстити на Неретви, кренула је једна казнена експедиција предвођена Витовецом и Розгоњијем. Ова угарска војска освојила је све млетачке градове и тврђаве на Неретви, док се република није ни усуђивала протестовати, јер се Херцеговина вековима налазила у угарској зони интереса. Нашавши се у тешком положају, херцег је био приморан обновити преговоре са Корвином, па му се убрзо и приклонио.
Недуго потом, упркос млетачком неповерењу, кренула је нова угарска акција у Херцеговини предвођена Јаном Витовецом и Јаношем Тузом, новим хрватско-далматинским баном. Витовец је ушао у Дубровник, а Туз у Почитељ и долину Неретве. Пошто су се савезници, уместо да организују одрану од Турака, отимали за остатке Херцеговине, Турци су добили слободне руке. Искористивши то што се савезници нису удаљавали од долине Неретве, они су, у међувремену, освајали целу источну Херцеговину. Херцег је, у међувремену, поново обновио преговоре са Млечанима, понудивши им остатке Херцеговине и жалећи им се на Турке, а посебно на свог угарског господара, истовремено преговарајући и са њим.
Почетком марта 1466. године, султан је, због тежих неприлика у Малој Азији, понудио мир херцегу, понудивши му повратак свих изгубљених територија и признавање османске врховне власти. Осим сукоба у Малој Азији султан је имао и многих неприлика и са Скендербегом, који је одржавао везе са Угарском. Можда је зато у лето понудио краљу Матији Босну и Србију, не зна се у ком обиму, под условом да са њим склопи трајан мир. Краљ није хтео ни да прими турско посланство, одбивши султанове дарове.
После смрти херцега Стефана у Новом, 22. маја 1466. године, у Херцеговини је наступила права борба око власти између његових синова Владислава, који је у лето побегао Турцима, и Влатка, који је узео титулу херцега и одржавао везе са Угарима. Владислав се, да би добио део очевог блага од 70.000 дуката које се тада налазило у Дубровнику, обратио његовом заштитнику краљу Матији, отуђивши тако Влатка од угарског двора. Пошто је, интервенцијом краља Матије, добио део очевог блага, Владислав је, напустивши борбу с Турцима и Херцеговину, уопште, а приближивши се Угарима, отишао у Славонију, где му је Матија, пре пролећа 1470. године, дао област око Брезовице и градове Велики и Мали Калник, који су штитили подручје реке Лоње. Заједно са Владиславом у Угарску је прешао цвет херцеговачког племства. У међувремену, Влатко се приближио Млечанима и био је једно време противник Угара, који су 1471. године, под притиском Турака, напустили Почитељ и повукли се у долину Неретве. Нови херцег је чак оптуживао Дубровачку републику због веза са Угарима, што је републици Св. Влаха донело многих потешкоћа.

## Период рата са Бохемијом (1468—1479)

### Матија као краљ Бохемије
Реформама обновљену снагу Угарске, Матија је настојао да искористи за остваривање својих грандиозних спољнополитичких планова. Са циљем да створи јаку подунавску монархију, Матија је напустио ослобађање Босне од турске власти и окренуо се према западу и северу, првенствено са циљем да освоји Бохемију. Оценио је да су односи снага у светској политици такви да би се само концентрацијом снага у средњој Европи створила могућност за сламање турске моћи на Балкану, задатка који му је отац Јанош Хуњади оставио у аманет. Сходно својој политичкој замисли, његова политика је од средине 1460-их била према Турцима на југу дефанзивна, а према западу и северу офанзивна. Прилика за остваривање тог плана пружила му се 23. децембра 1466. године, када је папа Павле II екскомуницирао бохемијског краља Јиржија Подјебрадског као заштитника такозваних каликстинаца . Цар Фридрих био је позван да Подјебрадског збаци са престола, али он, због неких других проблема, то није могао учинити. Почетком 1468. цар је замолио Матију за помоћ, обећавши му, да ће се, ако се он одазове, одрећи титуле угарског краља и да ће финансирати његов рат. Пошто га од смрти супруге нису повезивале родбинске везе са чешким двором, Матија је 31. марта 1468. објавио рат Подјебрадском. Верски обојен рат јасно је имао освајачке намере. Корвин је у овом рату имао успеха, успевши да својој земљи припоји Моравску, Шлезију и Лужице, а, 3. маја 1469. године, уз њега пристали католички бохемијски великаши изабрали су га за краља Бохемије. Јиржи Подјебрадски умро је 22. марта 1471. године, нашта су каликстинци 27. маја 1471. за бохемијског краља изабрали пољског краљевића Владислава, који је наставио борбу с Матијом. Борба је вођена променљивом срећом још 8 година.
У то време се Бохемија налази у дубоком привредном опадању. У претходним верским ратовима је нарочито страдало градско занатство, а одлучујућу улогу је преузело племство, извукавши највећу корист из политичке и црквене аутономије земље. Панови су још од Хуситских ратова држали огромна црквена имања, а стекли су и велики број краљевских феуда. Значај градова била је у пуном опадању, тако да они на саборима губе и своју другостепену политичку улогу. Нарочито је страдало слободно сељаштво, кажњено због симпатија према таборитима  одузимањем земље. Користећи своје политичке привилегије и порасли социјални утицај, племство их је у великој мери претварало у кметове.

### Турски упади
Док је Матија трошио своје снаге у Бохемији, Турци су повећали своју активност на Балкану. Наиме, 17. јануара 1468. умро је Скендербег и Албанија је постала турски плен, тако да је Угарска сада била прва на удару Турцима. Турци су од 1468. године постали много активнији и њихови упади у Далмацију и Хрватску постају све чешћи. Пљачкашке чете се неретко задржавају у близини границе већ допиру до задарског и шибеничког краја, па и до саме Крбаве. У пролеће те године босански Турци су провалили из преко Лике и Крбаве провалили све до Сења, одакле су упали у модрушку жупу Франкопана, палећи куће, пустошећи поља и заробљавајући људе и стоку.
У марту 1469. године, Турци су опет упали у Хрватску. Босански санџак-бег Иса-бег Исаковић продро је почетком маја са 20.000 Турака, праћених од мноштва људи жељних пљачке и харања, преко модрушког краја и Хрватске у Крањску. Турци су ту опљачкали многе цркве, попалили бројна села и поубијали мноштво људи, вративши се са 60.000 заробљеника у Босну. Следећих је месеци поново је страдала Хрватска, где су Турци заробили преко 10.000 људи. 29. септембра Турци су по четврти пут провалили у Хрватску и допревши све до Саве, преко које су у Загреб бежали кметови из јужнијих области. Сељаци су у Загребу изазвали панику и велики страх од Турака, помоћу ког је превазиђена једновековна мржња између Каптола и Градеца, па су Градечани дозволили каноницима и каптолским грађанима, да се склоне у горњи град. Међутим, Турци нису прешли преко Саву, јер је ноћу река набујала услед јаких киша у Крањској. Потом је 3. октобра склопљен уговор између Градеца и Каптола, којим и једни и други заборављају пређашња непријатељства. Каноници Капитола увиђали су да треба утврдити свој део града, зато су одмах замолили краља Матију, који им је одговорио потврдно 17. новембра у Будиму.

### Сењска капетанија
Током ових турских провала посебно је био на удару франкопански град Сењ. Франкопанима су помагали Млечани, бојећи се, да ће Турци, пошто освоје франкопанске поседе, нападати њихову Истру. Краљ Матија је, напротив, сумњајући, да Млечани желе да се дочепају Сења, послао у Хрватску свог капетана Блажа Мађара са 9.000 коњаника, која је у новембру 1469. године, освојила град. Сењ је од тада био краљевски град, са краљевом посадом, којом су заповедали посебни капетани, бранећи град и од Турака и од Млечана. Блаж Мађар је потом наметнуо граду годишњи порез у износу од 400 дуката, али га је 5. марта 1471. године укинуо лично краљ, који је том приликом вратио граду све старе повластице. Капетанија, која је постала једна од главних војничких средишта између Босне и Венеције, имала је за првенствени циљ одбрану северне Далмације и Лике од Турака.

### Нови турски упади
Хрватска је и 1470. године страдала од турских упада, због чега је био смењен неспособни бан Јанош Туз и на његово место је именован Блаж Мађар, који се у повељи 5. децембра 1470. назива баном краљевина Босне, Далмације, Хрватске и Славоније. По краљевом налогу нови бан је затворио старог, због саучешћа у једној завери, али га је касније ослободио. Јанош Туз је остатак живота провео у Медведграду код Загреба.
Још тежа за југозападну Угарску била је 1471. година. Месеца маја Турци су продрли у Далмацију до зидина Сплита, Задра и Шибеника, опљачкавши и дубровачко подручје. Почетком априла провалио је Иса-бег у Крањску, харајући све до Љубљане и Крања, зашавши и у Штајерску све до Цеља, том приликом заробивши 30.000 људи. Већ у лето кренула је нова турска офанзива предвођена новим босанским намесником Ајаз-бегом, која је, проваливши преко Хрватске, прегазила Истру и један део Крањске, допревши до Удина и Љубљане. У међувремену, друга турска војска је оперисала у Срему. У августу турске чете зу пљачкале околину Загреба, а у новембру су преко Краса, провалили све до Горице. У септембру 1471. под њихову власт је пао Почитељ на Неретви, самим тим читава област између Неретве и Цетине, изузев самог приморја.
Током ових турских упада, Матија је именовао и другог бана Дамјана Хорвата од Литве, али ни он ни Блаж Мађар нису много учинили за одбрану од Турака. Уз то, у Хрватској се водио прави грађански рат међу племством; најмоћнији кнезови Франкопани, поцепани у више међусобно завађених огранака, водили су прави рат против крбавских кнезова Курјаковића. Ови ратови слабили су одбрамбену моћ југозападног Угарског краљевства.

### Обнова Српске деспотовине
Кад су Турци, лета 1471. године, са великим бројем радника, подигавши град Заслон  на Дунаву, да би освојили Београд, Матији је постало јасно да се, осим градова и утврђења, против Турака мора створити и жив бедем одане људске снаге за одбрану границе. Најпогоднији и најбољи за то били су Срби, који осим тога нису ни били скупа војска. Да бих их што боље придобио Матија је 1471. године краљ Матија је обновио Српску деспотовину, али у Срему, а за првог деспота именовао је Вука Гргуревића. Деспотовина је, углавном, обухватала само Срем, док други велики поседи, који су одузети Бранковићима после пада Србије, нису враћени. Обновом деспотовине краљ је признао изузетан положај српском елементу у Срему, а давањем деспотске титуле подсетио је Србе на њихову државну традицију, коју је и сам поштовао. То је учинио свакако са намером да Србе живље подстакне на борбу, да окупи њихове прилично разбијене снаге и да би им пробудио наду за обнову државе, чије би постојање било и у интересу њега самог.
За Србе је обнова деспотске части значила неку врсту продужења њихове државне егзистенције, иако је то било на туђем подручју. Од тада они се нису осећали као прости бегунци, који служе као најамници, већа као ратници једне ратом изгубљене државе, који се боре да је васпоставе. Уочљиво је да краљ води рачуна о расположењу Срба из бивше Деспотовине, пошто им је за деспота именовао њиховог човека, док за босанског краља именује странца.
Обнова Деспотовине и обнова Босанског краљевства имале су за циљ да изазову приватне и локалне иницијативе у налажењу средстава и начина за борбу против Турака. Угари су тим уједно обавезали обе обновљене државе да се вежу за њих, што им је све било нарочито потребно у тренутку када су Турци истицањем својих кандидата, покушавали да што лакше придобију новоосвојене територије. Да би се што успешније организовала локална одбрана, Матија је одвојио Јајачку и Сребреничку бановину и поверио их војнички најпоузданијим вођама.

### Велика завера (1471)
Иако се обавезао, цар Фридрих, међутим, није финансирао рат у Бохемији, који је изискивао знатна финансијска средства, изазивајући незадовољство огромних размера. Стога је године 1471. у Угарској скована завера, која је имала за циљ да Матију лиши престола и да на њега доведе пољског краља Казимира. Завери су приступили и најближи Матијини сарадници: Јанош Витез, тада острогонски надбискуп, затим бискупи: Јанош Чесмички и Освалд Туз, бан Блаж Мађар, као и већина угарског племства. Међутим, завера је посебно добила на снази кад јој се прикључио Никола Илочки, који је важио као један од најутицајнијих и најбогатијих магната краљевства. Матија, који је о тој завери сазнао на ратишту у Бохемији, пожурио да је предупреди, док није добила исувише опасне размере. Наиме, он је Илочком понудио босанску круну, за којом је он одавно жудео.
У септембру је сазван државни сабор у Будиму, који је примио ту понуду. Том приликом је Илочки, до тада вечни кнез Теочака и мачвански бан, добио на управу и хрватску и славонску бановину, као и градове вранског приората. Задовољивши се том високом чашћу Илочки се издвојио из опозиције и постао је један од стубова Матијине власти. Тада се Матија измирио са већином црквених и световних великодостојника. Дана 18. септембра 1471. године, потврдио је 31 закључак тог сабора, обећавши: да ће сваке године сазивати сабор, титулу жупана делити само племићима, да ће за заповеднике гарнизона постављати само заслужне домаће људе, да ниједном племићу неће одузимати поседе без судске пресуде, да нико неће бити осуђиван без пристанка бискупа и великаша и, на крају, да краљевска војска неће чинити неправде према према црквеним и световним великодостојницима. Иако се измирио са властелом и црквом, још у век је било бунтовника, који су сурово прогањани током неколико наредних година. Кад је Казимир, у октобру 1471. године, провалио у северну Угарску, за његову акцију је већ било касно и његове трупе су лако поражене и потиснуте. Овом исходу знатно је допринео Дмитар Јакшић.

### Краљ Никола Илочки
Никола Илочки је добио више титулу него власт. Босански краљ је новим областима управљао из Илока, а једина босанска област која је била под његовом директном влашћу био је Теочак са зворничким крајем, док су у Јајцу и даље управљали банови, које је именовао Матија Корвин. У Славонији је, паралелно са босанским краљем, још увек управљао Дамјан Хорват. Задовољивши његову таштину, Матија се готово у потпуности ослободио његовог утицаја, упутивши га на једно од најизложенијих места. Пред Николом је био врло тежак задатак, који се тицао организовања борбе против Турака одбране од њих у југозападној Угарској. Самим његовим именовањем настављена је традиција уједињавања читаве југозападне Угарске под једним баном, која је почела од Имреа Запоље. Обнављањем Српске деспотовине и Босанске краљевине, Матија, који је био заузет на северу, је хтео да одбрану јужних граница препусти углавном становницима тих области, Србима и Хрватима.
Од првог дана од свог именовања, Илочки је морао да се бори са сталним турским упадима. У мају 1472. Турци су опет провалили преко Хрватске у Крањску и Штајерску, похаравши околину Птуја и Марибора, а при повратку и поседе кнезова Франкопана. У септембру 12.000 Турака је преко Хрватске и Крањске упало чак у Фурланију. Престрављени Млечани су узалуд покушавали да измире Франкопане, Курјаковиће и Зринске и да утичу на њих да склопе савез против Турака. Два месеца касније Турци су опет упали у Хрватску, одакле су продрли до Истре и Горице.
У међувремену, Никола Илочки је почео да показује већу активност. Крунисавши се 1472. године, он је 14. октобра у једној својој повељи, издатој Дубровачкој републици, наводио да му је главна брига одбрана вере католичке и католичкога народа, због које је и примио нове дужности, а не због тога што је био жељан високих положаја. Због оваквог навода, нови краљ је у Босни наишао на подељен пријем и на неповерење дела становништва, вероватно се стога није ни мешао у њену политику, тим пре што му ни краљ Матија, због рата са Чесима и Пољацима, није могао дати стварне помоћи. Илочки је покушавао да преко свога повереника, Петра Зринског, придобије Млечане за нови рат против Турака, у циљу њиховог истеривања из Босне. Иако је био погодан час напасти Турке који су тада ратовали са Персијом, Николине понуде примљене су са много уздржавања, тако да већа акција није била предузета.
Страх од Турака обузео је загребачке Доминиканце, чији се манастир налазио градских зидина. Они су 14. фебруара 1473. године измолили од краља Матије дозволу, да у горњем граду уз цркву Св. Катарине саграде нов манастир. Пред Турцима повлачили су се и Павлини  из Ремета код Загреба, који су 22. јануара купили кулу уз градски зид у горњем граду са кућом, где би са склонили у случају турског упада у околину Загреба.
Пошто Никола није предузео акцију, акцију су предузели Турци. Септембра 1473. године Иса-бег је провалио у Хрватску, том приликом поробивши становништво Крањске, Корушке и Штајерске. Све је то утицало на Матију да 20. новембра за славонског бана именује свог благајника Јаноша Ернушта, одузевши ту титулу и Илочком, који је од тада само носио титулу краљ босански и Хорвату, који је од тада само бан Далмације и Хрватске. Нови бан је од првог дана морао да се бори са новим турским упадом, који је један хрватски летописац забележио речима:
Турци дођоше на Божић год. 1473. у Хрватску и осташе 15 дана и учинише велика зла.
Још гори упад дошао је следеће године. У априлу Турци су опустошили плодно Туропоље, са околним градовима: Дубовецом, Крапином, Забоком, Оштрцом, Гребеном, Раковецом, Крижевцима, Вараждином и Копривницом. Из Загорја и Подравине је одведено у ропство 14.000 људи са много стоке. Ове области су на јесен поново страдале од Турака. Исте године, Млечани су, уплашени за своје подручје, опомињали херцега Влатка, да се споразуме с босанским краљем и српским деспотом.

### Осврт на јужну границу
Са успехом завршивши рат против Чеха и Пољака на северу, 1474. године Матија је опет обратио пажњу на балканска питања, почео је активнију политику на југу и спремање за рат против Турака. Дана 2. октобра 1474. године сабор у Будиму је закључио, да свако огњиште мора допринети по 1 дукат за обрану Угарске од Турака. У међувремену, јужне области су толико страдале од турских упада. Нпр. услед турских упада 1474/1475. Славонија је била толико опустошена да се, по неким изворима, на десет миља није могла видети ни кућа ни човек.
Југозападна Угарска није једина страдала од Турака. Наиме, почетком 1475. смедеревски санџак-бег Али-бег провалио је у јужну Угарску, 7. фебруара спалио Велики Варадин, опустошио Бачку, а потом се вратио натраг са много плена. Овај догађај утицао на Матију да опет сазове сабор, који му је 24. априла опет дозволио да од сваког огњишта убере по 1 дукат за покриће ратних трошкова. На овај краљев акт највише је утицао Узун Хасан, владар племенског савеза Ак Којунлу, које је тада владало Персијом. У међувремену, Турци су настављали своје упаде у југозападну Угарску. Продрли су у Загорје све до Цесарграда, а потом чак и у околину Птуја, страховито је опљачкавши, а 24. августа поразили су храбру, али малу хришћанску војску, предвођену племићем Сигисмундом Полхајмом.

### Освајање Шапца и офанзива деспота Вука
Те године Матија је загазио у нови рат против Турака, успевши да окупи 60.000 војника. У јесен, уз помоћ српских ратника на копну и у води, Матија је, лично предводећи војску, опсео Шабац, који је као клин био завучен између угарске Босне и Београда. Потпуна опсада града, међутим, почела је 13. јануара 1476. године. Турска посада се храбро држала, што је продужило опсаду, али се 15. фебруара град нашао под угарском влашћу. Велику улогу у освајању града играо је српски деспот. Освајање града је било од посебног значаја, јер је тиме ојачана јужна гранична линија, што је за последицу имало ређе турске упаде преко Дунава. Одмах сутрадан, краљ је писао о победи папи Сиксту IV из сретнога нашега табора код нашег града Шапца речима:
Ја сам освојио већ многе и врло утврђене тврђаве; али ниједна ме није стајала толико напора и потешкоћа, па толико људи и трошкова.
Из Шапца, деспот Вук је, са једним делом Срба, кренуо долином Дрине до Сребренице, да краљу прибави плен. Поход је био у потпуности авантуристички, извођен је ноћу и кришом, да би изненадио противника. Изабрао је 150 људи, преобукао их у турска одела и упутио у град, у коме се тада одржавао вашар. То је унело невероватну панику међу Турцима и потпуно их онеспособило за одбрану, па је град лако освојен. Плен је био велик; између осталог, уграбљено је пет товара сребра и 127.000 аспри. Деспот је потом продро до Кучлата и, пошто га је похарао, напао и Зворник. Под овим градом је био рањен у ногу, па је прекинуо даљу борбу и кренуо натраг у Шабац, пљачкајући и палећи све пред собом. Обавештен да угарску војску у Шапцу води лично краљ Матија, султан му је понудио мир на дужи низ година, тражећи за само слободан пролаз кроз Хрватску и Далмацију против Млетачке републике, али Матија није пристао на те услове.
Успеси деспота Вука поколебали су турске вазале, а посебно новог турског краља Босне, Матију Војсалића, који се чак и понудио свом угарском имењаку да пређе на хришћанску страну, ако га призна за босанског краља.

### Опсада Смедерева
Угарима је било врло стало, да у овом рату поврате и Смедерево. Због лакшег опседања града, на Годоминском пољу су подигнута три утврђења или бастије, од којих се једна звала Витешка Трпеза. Осим опседања града, утврђења су служила и као базе за упаде у Србију. У лето 1476. храбри смедеревски санџак-бег Али-бег је са 5.000-6.000 људи, извршио је једну диверзију у Банату. Деспот Вук, који је и заповедао опсадом, са много мањом војском је пошао за њим и нанео му пораз код Пожежене, у коме је страдао и сам Али-бегов брат Скендер, удавивши се у Дунаву. Уз Вука, у овим борбама су се истакли Дмитар Јакшић и Петар Доци , варадински бан. Њиховим залагањем, Смедерево је опседнуто са свих страна. Међутим, кад је султан, који се налазио на ратишту у Молдавији, добио вести о критичном положају града, кренуо му је у помоћ. У зиму, његова војска је стигла на Дунав и разбила опсаду, наневши угарско-српским трупама тешке губитке.

### Значај јужних питања
Већ после освајања Шапца, краљ Матија је напустио ратиште. У пуном јеку ратних операција, током опсаде Смедерева, он се 15. септембра 1476. године оженио Беатрисом, кћерком напуљског краља Фернанда. Знајући да краљ није на ратишту, Турци су у два наврата, у јулу и октобру исте године, пустошили југозападну Угарску у којој је још у марту умро славонски бан Јанош Ернушт. Био је нападнут и босански краљ Матија Војсалић, али њега је спасла једна угарска војска, која осим тога није постигла већих успеха.
Војсалићу, упркос обећању, делимично из обзира према Николи Илочком, није призната титула босанског краља. Није му била призната ни када је Илочки умро почетком 1477. године, када је Матија за управника целе југозападне Угарске именовао Ладислава Егерварија. Матијина недоследност у балканској политици, која је за Угарску била несумњиво најсудбоноснија, види се у томе што остацима старих хришћанских династија и држава, није омогућио да се чвршће вежу за њега. Као краљ Жигмунд Луксембуршки, он је, заузет ратовима на више фронтова, са многоструким амбицијама, водио политику на махове, не задржавајући се на једном фронту више од 3-4 године. Тако су његови успеси 1475. и 1476. године остали недовршени. Док је за Угарску краљевину, заиста, постигао много, што му је, уосталом, био главни интерес, за општу хришћанску ствар, о којој се нарочито често расправљало у Риму, он је одавно почео да губи интересовање, видећи немогућност удруживања хришћанских владара, који су превасходно гледали своје интересе. Међутим, успешним ратовима са Турцима, којим је освојена северна Босна, Шабац и Београд, Угарска је створила јако добар систем одбране, који ју је штитио од неочекиваних турских провала. Главни ослонац те војне крајине чинили су Срби, чијих се неколико угледних војвода и великаша тада налазило у Угарској и који су краљу Матији са својим људима учинили много, због чега су били обасипани признањем и наградама. Од српских војсковођа, у борби с Турцима, највише су се прославили деспот Вук и Дмитар Јакшић.
Године 1477. Матија се заплео у нови дуги рат са царем Фридрихом, напустивши у потпуности даљу акцију на јужним границама, где су Турци постајали још агресивнији. Због новог рата, српске трупе су са југа биле пребачене на запад и северозапад, где се њихова снага немилосрдно трошила за угарске интересе. Јасно је, да је политика краља Матије и поред свих великих подухвата значила и расипање угарске снаге и кратковида; краљ је ратовао против Чеха, Пољака и Немаца, док су Турци подривали његове положаје на југу. Чак је и обнова Српске деспотовине донела Србима врло мало стварне користи. Деспотовина је постала једна врста војне границе, у којој су Срби постепено постајали добровољни најамници. Самим Угарима, Српска деспотовина би била од користи да су дозволили да се Срби у њој развију и учврсте, јер би им тиме деспотовина била од велике користи током сукоба са Турцима. Уместо тога, они су гинули у борбама Аустрији, односећи победе које нису имале великог значаја.

### Војна аутономија Славоније
Само неколико месеци после смрти Николе Илочког, из Босне је провалило 32.000 Турака преко Хрватског Загорја и Славоније у Крањску и Штајерску, које су без икакве сметње пустошили преко месец дана. Међусобно сукобљени и беспомоћни да се одупру таквој сили, славонски сталежи су одабрали 3 посланика и послали их Матији, да га измоле за помоћ. Краљ, који се, у међувремену, налазио у у Корнојбургу у Аустрији, у новом рату са царем Фридрихом, послао им је једно писмо 18. октобра, којим је Славонији дао посебно право, да сама организује своју одбрану. Тим чином, славонски сабор је добио право, да бира земаљскога капетана, врховног капетана, који је имао за циљ вођење војске и борбу против Турака. Пошто је тешко страдала у претходним упадима, краљ Славонији опрашта сваки неплаћени порез у наредне 4 године, уколико буде успешно бранила Угарску од Турака. Одбрана Славоније, организована на сабору у Зденцима 20. јануара 1478. године, била је крајње успешна. У лето те године, када се 20.000 турских коњаника враћало из пљачкања по Крањској, кнез Петар Зрински их је, са Млечанима, жељним освете због пљачке Фурланије јесени 1477. године, дочекао и поразио их. Остатке ове турске војске уништио је капетан Јајца.

### Мир у Оломоуцу
Дана 7. децембра 1478. године у Оломоуцу, Матија се споразумео са новим бохемијским краљем Владиславом. Одредбама мира било је предвиђено да Владислав задржи Бохемију, а Матија све друге Земље чешке круне: Моравску, Шлеску и Лужицу. Поред тога, установљено је да ће Бохемија припасти Матији, ако надживи свог супарника, а да ће све остале Земље чешке круне припасти Владиславу, ако надживи Матију. Овај уговор потврђен је од стране обојице монарха тек 21. јула 1479. у Оломоуцу, где је Матија, у знак помирења, у част свог госта приредио сјајне свечаности.

## Период рата са царем Фридрихом (1479—1487)

### Победе у Аустрији
После успеха на бохемијском ратишту, Матија је 1479. године напао и самог цара Фридриха, са циљем да освоји Аустрију, или да, као Жигмунд Луксембуршки, поред Угарског, седне и на престо Светог римског царства. Сам рат је вођен с истим циљем као и рат у Бохемији, за стварање јаке подунавске монархије. Осим Матијиних освајачких тежњи и цар је сам упорно иницирао рат, увек изнова наступајући као освајач и претендент на престо, покушавајући да се уплиће у развој политичког живота у самој Угарској, не схватајући кључну улогу коју та земља има у борбама против Турака.
Рат, који је угарски краљ, у савезу са бројним немачким кнежевинама-непријатељима Хабзбурга, непрекидно водио 8 година био је необично успешан, нешто због војне моћи саме Угарске тог времена, а нешто због тога што се Фридрих и пре рата једва држао на престолу. На самом почетку рата Угарска је освојила штајерске градове Птуј и Лајбниц (град), 1480. године, такође, штајерски град Бад Радкерсбург и Костањевицу у Крањској, 1482. године Хајнбург на Дунаву у Доњој Аустрији, а 1483. град Кесег у Угарској, који је цару Фридриху припадао још од 1440. године. Заплашен угарским успесима, цар се 1483. године из Беча склонио у Грац.

### Рат са Франкопанима
Краљ је био у непријатељским односима са Франкопанима, а посебно са њиховим брињским и крчким кнежевским огранком, још од 1469. године, када им је отео град Сењ. Они су од тада одржавали живе везе са Млетачком републиком, која им је пружала веће изгледе за помоћ, у часу кад се Матија налазио на северу, а Турци у више махова проваљивали у алпске земље. Када су помоћ од Млечана почели тражити и други племићи, ситуација је постала озбиљнија и букнуо је стари сукоб Угарске и Венеције око хрватске јадранске обале. Огласивши све који су тражили помоћ од Млечана као издајнике, Матија је 1479. године подигао војску против њих. Војска, коју је водио некадашњи хрватски бан, а садашњи ердељски војвода, краљевски капетан Блаж Мађар, освојио је поседе брињског кнеза Ивана VIII Франкопана: Оточац, Сокол, Бриње, па и кнежеву очевину, приморавши га да тражи спас у Венецији. После Ивановог слома, Мађар је напао поседе Мартина Франкопана у Винодолу, освојивши Нови, Брибир и још нека места.
Дана 8. фебруара 1480. краљева војска је приспела на Крк, посед Ивана VII, где је, заузевши Омишаљ, са 6.000 војника почела опседати крчки град. Преплашени Иван VII, да би спасао своје поседе, 22. фебруара ставља острво под млетачку заштиту. Врло брзо, Ивану је у помоћ стигла млетачка флота и копнена војска. Нешто због тога, а нешто због нерасположења локалног становништва, краљева војска морала је одступити. Крк се од тада, као и друга кварнерска острва, налазио под млетачком влашћу. У том часу, Матија није могао адекватно одговорити на губитак угарске територије, јер су му доста муке задавали Турци на југу. У овом сукобу са Франкопанима се види колико је била велика мржња међу хришћанима, јер је Матијина војска пљачкала франкопанске поседе истом суровошћу као и Турци. Још у априлу исте године, крчки кнез је на силу одведен у Венецију, где је умро 1486. године у великој беди. Становништво га није жалило, јер је био зао господин, како наводи хрватски глагољаш Шимун Климантовић, још наводећи:
И зато га је Бог казнио; изгубио је своје господство ради неправде, коју је чинио на острву.

### Нови сукоби у Босни

#### Турска харања
Док је Матија водио рат са царем Фридрихом Турци су, званично, били неутрални, али су пограничне паше користиле сваку шансу да упадну и опљачкају суседне земље. Чак је, да би што више нашкодио цару Фридриху, Матија је пристајао, да Турци преко Хрватске нападају цареве земље. Међутим, такви упади нису могли проћи без штете за Угарску. Око 24. августа 1479. прешавши преко Уне, Саве и Драве, Турци су провалили у Међимурје, где зу пљачкали и заробљавали становништво код Чаковца и Неделишћа, а потом се раштркали u пљачкању по суседној Штајерској и западној Угарској. У јесен, опет је опустошена Хрватска, Славонија, Крањска и Штајерска, али је један њихов одред код Брежица био тешко потучен од стране Јураја, сина Јана Витовца. Турци су у овој бици изгубили много коња и плена. Исте године се десио и велики турски упад у Ердељ, који је завршен битком код Кењермезеа, великом победом хришћана предвођених Иштваном Баторијем и Палом Канижијем.
Још тежи упад догодио се следеће године, када је босански санџак-бег Давуд-паша продро је у пролеће 1480. године преко Хрватске у Штајерску, Крањску и Корушку. Области су биле попаљене, становништво поробљено, а долина реке Муре опљачкана. При повратку, у августу, ова турска војска је продрла у Угарску све до Ђура и опустошила богате долине река Саве, Драве и Крке, вративши се у Босну са много плена и робља. Матија је покушао мирним путем да реши ситуацију, траживши само накнаду штете, али узалуд.

#### Казнена експедиција
У међувремену, 14. августа, турска војска је, на запрепашћење целог хришћанског света, освојила Отранто у јужној Италији. Папа и остали владари сада су, престрашени, упрли очи у Матију да он нешто предузме. Нешто због тога, а свакако више из освете због претходних упада, Матија је кренуо у казнену експедицију. 3. септембра краљ се налазио код Прелога у Међимурју, а 19. септембра у Загребу, где се задржао дуже спремајући војску којом би отео Турцима преосталу Босну. Потом је из Загреба 15. октобра дошао у Чазму, одакле је крунио право према Сави. Из свог табора код прелаза преко реке Саве Матија је 6. новембра писао папи Сиксту IV, јављајући му о победи над једном турском одреду од 3.000 људи, који је не обавештен о краљевим операција покушао један пљачкашки напад. Том приликом, Матија је папи јављао и да ће са својом војском поћи у Босну, одакле се нећемо вратити дотле, док не будемо Вашу Светост могли обрадовати новим срећним победама над Турцима. Већ сутрадан, угарска војска је прешла Саву код Старе Градишке и долином Врбаса кренула према Јајцу. Војска је врло близу стигла до града, зауставивши се ког Гребена, у његовој околини.
У међувремену, друга угарска војска предвођена Палом Канижијем, капетаном јужне Угарске, упала је у Србију и, поразивши Али-бега, без икакве муке, у пљачкању продрла све до Крушевца, одакле је, уграбивши велик плен, 60.000 Срба превела у Угарску. Све ово је додатно збунило Турке и онеспособило их за даљу борбу. Један угарски одред од 3-4.000 лаких коњаника, под вођством деспота Вука, јајачког бана Петра Доција и хрватско-далматинског бана Ладислава Егерварија, прогонећи Турке, допро је до Врхбосне, изненадивши сарајевско становништво, неспремно за одбрану. Сарајево је пало између 8. и 10. новембра, а Давуд-паша се, са остатком Турака, једва спасао у врхбосанске планине. Угарска војска је несметано пљачкала град три дана, после чега су се Турци прибрали, организовали отпор и потиснули је. Иако приморана на одступање, угарска војска је испунила свој циљ.
Кад су се потпуно прибрали, Турци су предвођени самим Давуд-пашом и напали су угарске одреде који су се, са мноштвом плена и робља, повлачили према Јајцу. Том приликом дошло је до више битака, од којих су највеће биле код Лашве и код Травника. Код Травника је турска војска коначно поражена, изгубивши 10.000 људи. После овог успеха, Власи из околине Неретве су одбацили турску и примили угарску власт. Посебно се задовољивши овим последњим успехом, краљ је почетком децембра наредио повлачење.

#### Писмо папи
Већ 14. децембра Матија се налазио у Загребу, одакле је папи Сиксту послао дуго писмо у коме је детаљно описивао поход, хвалећи себе и представљајући га као велику хришћанску победу. Да се оправда, што није освојио целу Босну и није лично учествовао у борби, краљ је писао да је цела земља опустошена, а да су преостали житељи побегли преко Дрине у Србију, па да би самим тим освајање пустих области било сувишно. Краљ је јављао папи и о Канижијевим успесима. Иако успешан, поход на Босну није имао већег значаја и ни у чему није изменио односе снага, али добре вести су се великим узбуђењем чекале у Риму, где је завладао велики страх искрцавањем Турака у Отранту.

### Општи суд у Загребу
Краљ је остао у Загребу цела 3 месеца. Ту је дошла његова супруга Беатрича, да му честита победу. Боравак у Загребу, краљ је искористио да уреди прилике у Хрватској, где је настало готово бесправно стање, јер су неколико претходних банова биле слабе личности. Проблем је решен тако што је у Загребу, по тражењу хрватских великаша, основан општи суд (лат. iudicium generale).
Општим судом није председавао краљ, него палатин Михаљ Орсаг, коме је помагао ердељски војвода Иштван Батори, као судија краљевског двора. Тим чином, Матија је повредио право Хрватске бановине, по ком је краљ био врховни судија, а за њим бан. Палатин је одредио, да се за сваку жупанију одреди посебна судска власт, која би правила записнике тужби против великаша и племића. Судску власт представљали су: жупан, поджупани, котарске судије и изабрани поротници. Из једних сачуваних записника жупанија: загребачке, крижевачке и вировитичке, дознајемо имена судија, имена оптужених великаша и њихове злочине. У самој загребачкој жупанији били су проскрибовани 42 великаша и племића, којима је судио општи суд. На оптуженичкој клупи нашли су се: 5 кнезова Франкопана, 5 кнезова Благајских, гроф Петар Зрински, загребачки бискуп Освалд Туз, бивши бан Јанош Туз и крупски војвода Иван Бевењуд. Оптужбе су биле врло тешке, оптужбе за убиства, ослепљивање или било какво друго сакаћење. Било је и оптужених за разне пљачке и помагање разбојника, разних радњи против краља у виду издавања лажних повеља, коришћења лажних печата и новаца; било је и случајева неморалности: скрнављења, силовања и родоскрвнућа. За сличне злочине, као у загребачкој, 12 великаша је било оптужено у вировитичкој жупанији, а чак 68 у крижевачкој жупанији. Међу њима су били загорски грофови Јурај и Вилмош, синови Јана Витовца, кнез Јоб Горјански, као и врански приор Вартоломеј, са неколико свештеника. Поред било је и 13 жена оптужених за неморалне злочине. 2 су биле проглашене за вештице, а друге 2 због тога што су одсекле носеве љубавницама својих мужева. Како се нико од оптужених није усудио да лично дође на суд и да се на њему брани, сви су због оглушивања 2. фебруара 1481. године осуђени на смрт и одузимање свих поседа.
Општи суд потрајао је још укупно месец дана, али се више није бавио злочинима, већ приватним, грађанским парницама, највише око поседа. Међутим, краљ није могао побити толике племиће, посебно због тога што су неки крупни племићи држали утврђене градове, чиме би само губио време и војску, а сем тога је имао и других брига. Стога су те осуде само остале краљево сигурно средство, којим ће хрватске великаше застрашити и натерати на покорност. Неки великаши су се одмах покорили, измоливши помиловање. То су нпр. били кнезови Благајски: Михајло, Иваниш и Стефан Благајски. Други великаши настојали су да помиловање стекну дајући краљу пола форинте за свако огњиште на свом поседу. Ово се показало као врло успешно, јер је Матији, у том часу, био потребан новац за наставак рата са царем Фридрихом. Међутим, данас се не зна који су то племићи били, јер Матијин списак помилованих племића није сачуван. Дана 4. марта, краљ је у Загребу издао проглас за све и поједине племиће и за остале поседнике сваког сталежа и звања у крижевачкој жупанији, којим им је јавио да ће његови повереници пописати све њихове поседе, после чега би свако ко није платио имао за обавезу, да да пол форинте за свако огњиште као припомоћ краљу. Краљ је издао сличне прогласе и за остале две жупаније. Тако је, био крив или невин, кажњен обичан народ, на кога је пао сав терет плаћања. Као успомена на ову глобу, у хрватском народу је остала узречица:
Покле краљ Матијаш спи, никакве правице ни.

### Повратак Отранта и пад Херцеговине
Због опасности од Турака у самој Италији, папа Сикст и краљ Фернандо позвали су Матију да им помогне у поновном освајању Отранта. Краљ је примио писма оба владара 9. марта у Загребу и већ сутрадан је у Сењ послао војску од 400 пешака, 200 хусара  и 100 оклопљених коњаника, коју је Блаж Мађар превео у Италију. Колико је та војска била незнатна види се из тога што је у Отранту било чак 20.000 Турака. 3. маја 1481. умро је султан Мехмед и у Османском царству су избили сукоби око престола, који су онемогућили снабдевање војске у Отранту, која се предала у августу исте године. Због заслуга током опсаде, Блаж Мађар је био, по повратку у Угарску, проглашен баном краљевина Далмације, Хрватске и Славоније, уместо слабог Ладислава Егерварија.
У међувремену, херцег Влатко је кренуо у ослобађање Херцеговине и Босне, али је у лето био тешко поражен код Невесиња од стране Давуд-паше. Херцег је једва са нешто војске побегао у Нови, док је остатак земље прикључен Османском царству. Турци су убрзо, предвођени херцеговачким санџак-бегом Ајаз-пашом опсели тај град. Да би помогао Влатку, Матија је у јесен 1481. године, организовао повећи поход у Србију, пошто му је херцеговачко ратиште било сувише далеко. Угарске трупе, предвођене деспотом Вуком, поразиле су војску смедеревског санџак-бега Скендер-бега и пустошећи продрле све до Крушевца, из чије је околине одведено преко 60.000 људи, који су били насељени у прилично опустелој околини Темишвара Међутим, сам поход није имао стратешки, већ само авантуристички карактер, а није ни смањио притисак на Херцеговину, па је краљ био приморан да пошаље нешто војске херцегу у Нови.
Због Ајаз-пашине тужбе, да Дубровчани снабдевају војску у Новом, нови султан Бајазит II оштро је запретио Републици, што је допринело прераној предаји опседнутог града, крајем јануара 1482. године. Пошто је херцег раније побегао на млетачку територију, град су, по претходно склопљеном споразуму, предали Угари, пошто су Турци пристали да им дозволе да слободно изађу и побринули се за превоз. По споразуму, Ајаз-пашин изасланик, војвода Ферхат, тражио је 3 брода од Дубровчана. Угари су стигли у Дубровник 31. јануара, одакле су наставили даље.
Падом Новог пала је и Херцеговина. Од целе земље остало су само још неколико мала утврђења на ушћу Неретве, која су држали Угари. Највеће од неретљанских утврђења била је тврђава Кош, чији се значај огледа у томе, што је, кад су га Турци уништили 1488. године, сам Матија наредио његову обнову.

### Последњи сукоби с Турцима
После пада Херцеговине 1481. године краљ Матија није предузимао веће офанзиве против Турака, задовољивши се постигнутим, а и не могавши предузимати нове, пошто се заплео у сувише тежак и дуг рат са царем Фридрихом. Смедеревски и босански Турци су, користећи тај рат, још чешће упадали на угарско подручје палећи и пустошећи, али с главним циљем придобијања локалних господара, тј. подривања јужне угарске границе. Ти упади били су мањих размера, све до лета 1482. године, када је Матија, пошто је претрпео тежак пораз у Аустрији, пошао тамо да би дигао дух и повео са собом око 4.000 Срба, тиме ослабивши јужне граничне положаје.
Користећи Матијину запосленост на другој страни, Турци су организовали два упада већих размера, лично предвођена од стране санџак-бегова. У септембру, смедеревски санџак-бег продро је све до околине Темишвара, али је код Бечеја 9. септембра био до ногу поражен од стране Канижија, Петра Доција и деспота Вука, при чему је заробљен и сам крушевачки санџак-бег. У међувремену, Давуд-паша је преко Хрватске продро у Крањску све до Корушке, али је тешко поражен при повратку.
Следеће године босански Турци су у пустошењу провалили до Птуја у јужној Штајерској. У јесен 1483. босански и смедеревски Турци су заједно из Босанске Крајине, провалили у југозападну Угарску, а одатле, око 7.000 њих, преко Крањске у Корушку, пленећи и пустошећи. При повратку, код брода Зринскога на Уни, Турке је сачекала удружена угарска војска, предвођена новим хрватским баном Матијом Геребом и деспотом Вуком, са којима су били, између осталог, и капетан Блаж Мађар, хрватски подбан Гашпар Перушић, гроф Петар Зрински, кнез Бернардин Франкопан, Иван Франкопан Цетински и Михајло Франкопан Слуњски. У великој дводневној бици од 29. до 30. октобра Турци су били потпуно потучени, изгубивши сав плен. 2.000 Турака је било заробљено, а далеко више их је погинуло; уз то је ослобођено преко 10.000 турских заробљеника.
После ове славне победе, султан Бајазит је Матији понудио петогодишње примирје, које је, због повољних услова, било прихваћено. Примирје је добро послужило измученој југозападној Угарској, која је наредних година била ослобођена од турских упада.

### Српски деспоти у Срему
По једном краљевом саопштењу од 1478. до 1482. године у Угарску је прешло до 200.000 Срба, који су насељавани у пустим јужним областима с циљем јачања јужних граничних положаја.
Да би што јаче привезао придошле Србе и нове придобио за сеобе, угарски сабор је српски народ 1481. године ослободио плаћања десетка клеру.
Ове сеобе су водиле осетном повећању српског елемента у Банату, где га је било и раније. Читави западни део те области, са градовима Бечејем и Бечкереком, у то време је био под управом деспота, који је, у својству Матијиног вазала и магната, вршио преко својих чиновника и административну власт. Престоница српског деспота био је град Купиник, а остали најважнији градови под контролом деспота: Земун, Митровица и Сланкамен. Деспотових имања било је и у другим деловима краљевине, али она нису била груписана у тако великом броју, нити је у њима живео велики број Срба. Међутим, делимично поклонима краља Матије, а делимично женидбом са Барбаром Франкопан, племићком из познате хрватске породице, Вук је знатно проширио своје поседе према западу. Матија је радо гледао спајање великих јужних области под влашћу једног поузданог господара, који је тиме умногоме јачао границу. Деспотови поседи у пожешкој, крижевачкој и загребачкој жупанији, допирали су све до Сиска. Од поседа у тој области главни су му били Тотушевина и Бела Стена (мађ. Feyerkenj).

### Победа под Бечом и нови српски деспот
Почетком 1484. године Матија је наставио рат у Аустрији свом жестином. Његове чете упале су у Доњу Аустрију и освојиле Брук на Лајти и Корнојбург. Највећу улогу у овим освајањима имала је Матијина црна војска, која се састојала од 6.000 црно одевених плаћеника. Сам Матија је у крајем јануара 1485. године, освојивши већи део Аустрије, дошао лично под Беч, где је започео опсаду. Опсада је потрајала до 1. јуна, када је град, изморен глађу, био приморан да отвори капије, кроз које је победоносни краљ ушао у царску престоницу. Том приликом Матија је узео титулу аустријског војводе, па се ускоро са супругом Беатрисом и настанио у бечком двору.
Ту му је стигла вест да је неустрашиви и неуморни српски деспот, још релативно млад, са неких четрдесетак година, умро 16. априла. Како су Срби представљали жив бедем у борби против Турака и били признати коњаници  и поуздана војска, Матија је одлучио да Деспотовини продужи живот. Такође је одлучио да за новог деспота постави личност из породице Бранковића, дефинитивно најугледније од српских породица. Пошто преминули деспот није имао потомства избор је пао на Ђорђа Бранковића, Вуковог брата од стрица.
Ђорђе се са породицом од 1478. године налазио у служби цара Фридриха, коме су се заклели на верност 9. октобра 1479. године и који му је уступио град Вајтерсфелд у Крањској. Овим се види колико је Матији било стало да нови деспот буде из породице Бранковића. Бранковићи су прихватили Матијину понуду из моралних и материјалних разлога, а ни сам цар Фридрих им није правио проблема. Из Беча, преко Будима, деспотска породица је 15. фебруара 1486. године дошла у Срем и преузела власт власт над угарским Србима. Краљ Матија је деспоту Ђорђу дао Купиник и Сланкамен и заложио му Беркасово са околном облашћу. Осим тога долази и до знатног проширења деспотове власти у Банату, где је у његове руке прешла торонталска жупанија и добар део тамишке жупаније са Вршцем. Деспот је постао господар и целе долине Тисе од Чаруга, па све до иза Сенте. Да покаже добру вољу према њему, Матија га је 1487. године оженио Изабелом Трастамара, рођаком своје жене.
Недуго после смрти деспота Вука, Србе је напустио и други њихов вођа у Угарској, Дмитар Јакшић, који је, враћајући се из Османског царства као члан једног Матијиног изасланства код султана, у близини Смедерева био нападнут и тешко рањен. Од те ране је и умро 8. новембра 1486. године. Дмитар и Стефан Јакшић (умро 1489. године) су оставили бројно потомство.

### Крај рата
Падом Беча није завршен рат са царем Фридрихом, већ је настављен свом жестином и то на његову штету. Матија је освојио готово све градове у Доњој Аустрији, пустошећи и освајајући и по Штајерској, Корушкој, Крањској и Горњој Аустрији. Кад је 17. августа 1487. године освојио Винер Нојштат, цар Фридрих је побегао на запад, у земље Светог римског царства, где су га издржавали поједини градови и манастири. Недуго затим, 16. децембра, било је закључено краткорочно примирје, које се, на крају, одужило све до 8. септембра 1490. године. Мада је рат био јако успешан, показало се да је царска круна недостижна, тако да остварење Матијиних планова није успело.

## Последње године (1487—1490)
Последњих година живота краља Матије у Угарској је владао мир, јер се племство бојало краља, а посебно у Хрватској, где су се сви сећали општег суда. Бан Хрватске, Далмације и Славоније тада је још увек био Матија Гереб, који је 1489. године замењен Ладиславом Егерваријем. Главни феуд Матије Гереба био је град Валпово са његовом богатом облашћу, који му је на управу њему и брату Петру 10. маја 1481. године дао лично краљ. Недуго после склапања примирја са царем, Матија је оболео од реуме, па је постао непокретан и морали су га носити на носилима. Иако болестан, Матија је почео припремати један велики поход против Турака, али га је у томе спречила смрт.

## Дело Матије Корвина

### Угарска у другој половини XV века
После рата с Турцима, Матија је све своје снаге посветио учвршћивању краљевске власти и остваривању циљева на Западу. Његов владарски идеал била је централизована апсолутистичка власт. Желео је да престане вечито, безумно ратовање и раздор међу властелом. Политичку основу у остварењу својих планова тражио је, поред релативно слабог грађанства, првенствено у нижем племству. Економску основу тих грандиозних замисли обезбеђивало је то што се тадашња Угарска убрајала међу релативно многољудне и богате земље. Она је тада могла имати приближно 3,5 до 4 милиона становника. Градова у западном смислу, било је двадесетак, али је свакако било неких 800 до 900 мањих градова, а по рудницима племенитих метала Угарска је била међу првима у Европи.

### Административне реформе и формирање стајаће војске
Користећи се друштвеним и економским приликама, Матија је стекао предност над великашима тиме што је створио армију и државну организацију независну од њих. Од својих претходника преузео је организоване институције, али их је реформисао и даље развио. Тиме је постигао да се вођење послова, уместо у рукама барона, све више концентрише у установама. Најважније државне послове обављала је канцеларија. Њени стручно образовани секретари, бележници и писари припремали су материјал за Краљевски савет, у коме је утицај барона, управо због тога, битно опао. Канцеларија је издавала владарске актове и обављала дипломатску преписку. Руковођење привредом земље и сакупљање краљевских прихода били су у надлежности краљевске ризнице. Дељење правде на највишем нивоу обављао је суд краљевог личног присуства. Његове правнички образоване судије судиле су не на основу парничног дуела већ на основама доказног поступка. У целокупној организацији државних институција тада је први пут постала доминантна стручност и образованост, што је, и интелектуалцима ситноплемићког, грађанског, па чак и кметског порекла, отворило могућност да дођу до изражаја.
Најјачи ослонац краљу Матији била је најамничка војска, опремљена пушкама и топовима, коју је, због непрестаних ратова, стално држао и коју је плаћао месечно. Ова чувена најамничка војска, после његове смрти названа црном армијом, већ осамдесетих година XV века бројала је 20.000 коњаника, 8.000 пешака, 9.000 запрежних кола и преко 200 дунавских бродова и борбених чамаца наоружаних топовима. Међутим, то није била једина краљева војска. При избијању каквог већег рата, Матија је позивао све црквене и световне великодостојнике, великаше, племиће и градове, скупљајући војну силу која је бројала 150.000 људи, због чега је могао ратовати и на 2 фронта. Матијина артиљерија је била позната и у далеким земљама, нпр. руски велики кнез Иван III је из московског Кремља од њега тражио тополивце. Краљ је за капетане своје војске постављао најспособније људе, без обзира на народност, веру или порекло, а, предање каже, да ни команданти нису били обични људи. Пал Кинижи је, на пример, сматран угарским Хераклеом. О њему се причало да је на рамену носио млински камен и да је пуно буре од једног акова  лако подизао до уста. Најизузетнији од свих у армији састављеној претежно од Срба, чешких, пољских и немачких најамника био је ипак сам краљ, који је био за своје време образовани војсковођа, лукав обавештајац, а, кад затреба, и храбар борац.

### Финансијске реформе и однос према сељаштву
За издржавање велике најамничке војске и растућег административног апарата било је потребно много новца. Пошто је било мало богатих градова, тај новац се, добрим делом, морао добити из сељачких пореза, због чега је Матија ударио сељацима врло тешке намете. На државном сабору у Будиму 1467. године краљ је спровео радикалну пореску реформу. Пошто су многи били ослобођени плаћања капијарине и пограничне тридесетине, пореза наслеђених из времена Анжујаца, он их је оба укинуо, а уместо њих је увео краљевски ризнички порез и коморску царину, с тим што је и једно и друго представљало краљев приход. Измењен је и начин разрезивања пореза. Порески субјекат није више била капија већ кметско домаћинство, што је представљало значајну промену стога што је на једној капији могло живети и више породица. Приходи прикупљени по основу огњишта увећавали су, такође, краљевске пореске приходе. Осим тога, Матија је, по одобрењу сабора, прикупљао и ванредни војни порез у износу од једне форинте. Годишњи приход краљевске ризнице је често
достизао, па и премашивао, 1.000.000 форинти, колики су отприлике био и приходи краља много богатије Француске. Наравно, моћни угарски краљ је добро знао и да пореска издржљивост кметова има граница и зато је постављао строге границе експлоатацији коју су вршили црквени и световни великодостојници, против којих се борио и помагањем слободних сељака и давањем привилегија мањим градовима. Осим што им је пружио сигурност опстанка и имовине, Матија је подржао кметове и према агресивним Турцима, тако што је стао у одбрану њиховог права на сеобу. Због свега овог, краљ Матија им је остао у доброј успомени обичног народа, као узор праведног владара који је помагао сељаке и кажњавао господу.

### Хуманизам и ренесанса у Угарској
За време краља Матије Угарска је била једна од културно најјачих држава у Европи. Краљ је, попут његових савременика италијанских владара, веома ценио науку и уметност, чак је сматрао да је некултурни краљ крунисани магарац. Његов двор је био је отворен за домаће и стране хуманисте, а у Панонију је, после његове женидбе напуљском принцезом Беатрисом, дошло много италијанских књижевника и уметника. Један од њих је и маестро Бонфини, који је, као дворски хроничар, касније овековечио краљев живот.
Значајни споменици угарске ренесансе су будимска тврђава и палата у Вишеграду, сада у рушевинама. У палати у Вишеграду је, према Миклошу Олаху, који је живео у првој половини XVI века, било 350 одаја, а већ и савременици су запажали да је она својим раскошним атријумима, ловачким парковима и рибњацима далеко превазилазила све друге краљевске грађевине. Из фонтане вишеградског дворца, која је исклесана у црвеном мермеру и окована металом, у свечаним приликама је текло црно и бело вино, а блиставој раскоши Матијиног двора су се с разлогом дивили странци који би присуствовали пријемима. Уметнички опремљене књиге, украшене хуњадијевским грбом са црним гавраном, тзв. Корвином, биле су смештене у будимском граду, а увелико су биле преписиване и књиге античких римских и грчких писаца. У једној скромној кући у предграђу Будима, Андреас Хес, немачки мајстор придошао из Италије, почео је са штампаних књига 1473. године у Будиму, а исте године отворена је и друга штампарија у Сењу. Помажући прављење рукописа и штампање књиге, Матија је створио тзв. Корвинску библиотеку.
Сам краљ је био образован човек, ватрени говорник и полиглота. Дописивао се многим угледним људима свога доба на латинском, немачком и чешком језику. Напротив, на мађарском језику Матија није издао ниједно писмо, али постоје његова писма писана ћирилицом и глагољицом. Раскошне палате у Вишеграду и Будиму, привредни развој, јака централна власт и узаврео културни живот сведоче о једном сјајном периоду Угарске краљевине.

### Негативан ефекат
На спољнополитичком плану, Матија се мешао у политику Италије, Бохемије, Аустрије и Светог римског царства, са циљем да од угарске створи јаку средњоевропску државу која би обухватала и Аустрију и Бохемију. У тежњи да постигне то имао је извесних успеха, али самим тим ослабио Угарску и њену мисију. Истрошен борбама на западу и северозападу он није могао, са довољно резерви свих врста, да прикупи угарске снаге на југу, одакле ће круни Св. Стевана врло брзо запретити главна опасност. Он је веровао да се довољно стварањем једне врсте будне и снажне војне границе од Београда до Јајца, која се наслањала на неколико веома јаких и добро брањених градова: Београд, Шабац, Сребеник и Јајце. Доиста, током његове владавине тај бедем није био пробијен, али је постао и најозбиљније угрожен. Његови успеси на северу били су привремени, а опасност на југу стална. Матија је ослабио земљу и својим унутрашњим реформама, иако су оне биле генерално корисне. У тежњи да сломи моћ осионог и самовољног племства, овај изврсни државник је извео неколико мера и обуздавши богате и силовите великаше, који су у периоду пре његове владавине стекли сувише моћи и повластица, али није постигао оно што је стварно желео. Напротив, племство се, одмах иза његове смрти, још више отело и својим држањем знатно је допринело је да угарска снага попусти у најодсуднијем часу. Тако су Матијини велики потези за угарску државу имали погубан ефекат.

## Смрт и сахрана његовог дела 1490.
Неколико дана пред Васкрс, Матија је умро 6. априла 1490. године у Бечу, са само 47 година, а сахрањен је 26. априла у Секешфехервару у цркви Св. Марије, уз велико саучешће народа. Заједно са Матијом сахрањени су сви његови велики планови и недовршено животно дело. Пошто краљ није имао законите деце, у Угарској, која је иначе била у лошим односима са више суседа, настале су велике и дуге унутрашње кризе.
Матији су многи великаши и војсковође обећали, чак се и заклели, да ће после његове смрти радити за његовог младог сина Јаноша Корвина, на чијој страни је било грађанство. Племство се убрзо почело скупљати на Ракошком пољу код Пеште, да бира новог краља. Почетком јула 1490. тамо су стигли заступници Хрвата на челу са кнезом Михајлом Благајским. Деспот Ђорђе и војвода Ловро Илочки, син Николе Илочког, дошли су тек 13. јула, праћени кнезом Бернандином Франкопаном, вранским приором Бартолом Бериславићем и осталим славонским племићима, са војском од 7.000 коњаника. Сви они су били на Јаношевој страни, а Ловро се надао да ће његовом победом добити на управу Босанско краљевство. Пошто су и други магнати долазили с војском, на Ракошком пољу се скупило до 15.000 коњаника. Јанош је дуго изгледао као најјачи кандидат, јер су за њега били и калочки надбискуп Варда, печујски бискуп Ернушт, магнатске породице Секеља, Канижаја и Сеча, као и већина нижег племства.
Међутим, појавила су се још 3 кандидата. Први кандидат, немачки краљ и аустријски надвојвода Максимилијан, своје право је темељио на уговору Матије и свог оца Фридриха III из 1463. године. Већ 19. априла 1490. године Максимилијан је из Инзбрука писао државним сталежима, да угарски престо припада њему. Други кандидат је био бохемијски краљ Владислав, који је своје право темељио по крвном сродству са угарским владарима. Наиме, он је, по оцу Казимиру, био синовац угарског краља Владислава I Варненчика, а по мајци Елизабети Хабзбуршкој, рођеној сестри Ладислава V Посмрчета, унук Албрехта II Хабзбуршког и праунук Жигмунда Луксембуршког. На истом основу своје право је изнео пољски принц Јан Олбрахт, млађи брат краља Владислава. Сваки кандидат је нашао своје присталице.
Скоро цело Матијино дело убрзо је дошло у питање. Магнати су сматрали да је дошло време да поврате своје старе слободе. Под изговором да не могу примити копиле за владара, они нису подржали Јаноша, плашећи се да ће наставити очеву политику. Против Корвина су били и многи угледни хрватски племићи, нарочито Франкопани и Карловићи. Ускоро су се против Јаноша удружили и најближи сарадници преминулог краља, неиспунивши његову последњу вољу и прекршивши заклетву коју су му дали.
Корвин, као противник крупног племства, није прошао. Магнати су настојали да за краља поставе човека, кога би лишили сваке стварне власти. 15. јула за краља је изабран Владислав Јагелонац. На његовој страни био је Иштван Запоља, врховни капетан Беча и Доње Аустрије. За 100.000 дуката заклела му се на верност Матијина црна армија. Уз Владислава је чак стала и Матијина удовица Беатрис, којој је обећано, да ће се Владислав оженити њом и да ће тако и даље остати краљица. Јанош је убрзо схватио свој положај, па се 31. јула нагодио са новим краљем, који је са 15.000 војника управо улазио у Угарску. Последњи Корвин је тако постао краљ Босне, бан краљевине Далмације и Хрватске и доживотни херцег Славоније.
За Владислава је племство саставило праву изборну капитулацију, којом се краљ одрекао готово сваке самосталности, обећавши, чак, да ће укинути све Матијине реформске мере. Остављена без плате, Матијина најамничка војска се расула, а њени остаци су почели са суровим пљачкањем, које је престало тек када их је потукао краљ уз помоћ Пала Канижија. Владислав се обавезао да ће само домаће људе именовати за дворске достојанственике, да ће само домаћим људима додељивати црквене титуле и, најзад, да ће се држати свих закључака државног сабора. Нови краљ је потписао овај документ већ 31. јула 1490. године у свом табору код Влчковаца. Овим чином, њему је остала само титула, јер је уистину постао марионета племства. Власт је дошла у руке неколицине необузданих и у државним пословима неодговорних феудалаца и црквених великодостојника. Међу њима су били Матијини сарадници: надбискуп Тамаш Бакоц, велики отимач поседа и уживалац 26 врста црквених прихода; Јанош Ернушт, печујски бискуп и проневеритељ ризнице; палатин Иштван Батори, велика пијаница; и Имре Серенчеш, банкар и каријериста.

## Брак и породица
Већ 7. августа 1451. у склопу споразума између Краљевине Угарске и Деспотовине Србије, Матија је верен са Јелисаветом Цељском, кћерком цељског грофа Улриха II и унуком српског деспота Ђурђа Бранковића. Међутим, због супарништва две породице, брак је склопљен тек 1455. године, али Јелисавета је убрзо умрла. Матија се други пут оженио Катарином Подјебрадском, кћерком Јуржија Подјебрадског, 1458. године. Ни Катарина није поживела, умрла је неколико дана пре Матијиног повратка са прве експедиције у Босни, 13. фебруара 1464. године. Дванаест година после њене смрти, 15. септембра 1476. године, Матија се оженио Беатрисом, кћерком напуљског краља Фернанда.
Међутим, Матија ни с њом није имао деце. Једино његово дете био је син Јанош, рођен 1473. године у Вроцлаву  из једне везе са извесном Барбаром, лепом кћерком начелника града Кремса на Дунаву. Пошто је умногоме био сличан оцу, он се бринуо о његовом одгоју и наменио га за свог наследника. Краљ га је водио свуд са собом, да би људи у њему видели престолонаследника. Већ 1479. године Јанош је носио титулу херцег липтовски и гроф хуњадски. Кад би изумрла нека великашка породица, Матија би њихове поседе давао свом сину. Тако је Јанош Корвин добио области кнезова Горјанских и поједине области деспота Вука у Славонији. Када су се 1488. године побунили загорски кнезови Јурај и Вилмош Витовец, краљ им је између осталог отео Вараждин, Крапину, Гребен град и Тракошћан и 1490. године их дао Јаношу. Матија се трудио, да Јаношу нађе најбољу вереницу. Наиме, 25. новембра 1487. године, верио га је Бланком, сестром миланског војводе Ђана Галеаца Сфорце. Јаношу је више пута поверавано да заступа краља на дворским свечаностима или код примања страних посланика. Почетком 1490. године краљ је Јаношу дао на чување Вишеград са круном Св. Стефана, двор у Будиму са краљевском ризницом, као и Корвинску библиотеку.

## Галерија
- Савремена биста краља Матије, која се налази у Будимском дворцу.
- Млади Матија Корвин и корвинска хералдика приказани на немачком рукопису Јаноша Туроција из 1490. године.
- Матија Корвин, дрворез Нирнбершке хронике Михаела Волгемута и Вилхелма Плејденвурфа из 1493. године.
- Насловна слика Матијиног законика из 1486. године, на коме је приказан он лично.
- Краљ Матија и кћерка заповедника Вроцлава, уље на платну Михаља Ковача из 1842. године које приказује Матију са својом љубавницом.
- Бохемијски краљ Подјебрад упознаје Матију са угарском делегацијом, уље на платну Виктора Мадараса из 1873. године.
- Матија прима папског легата, дело Ђуле Бенцура из 1915. године.
- Одлазак Катарине Подјебрадске у Угарску дело Венцеслава Черњег.
- Матијин претходник Ладислав V Посмрче (лево) и Матија у оклопу (десно) на страницама књиге.
- Матија са својом супругом Беатрисом, минијатура на страници из Корвинске библиотеке. На доњем делу странице се налазе грбови Ладислава и Тамаша Бакоча.
- Илустрација из градуала из Корвинске библиотеке.
- Златни печат са једне повеље краља Матије, на коме се налази лик овог угарског краља.
- Краљевски печат и потпис Матије Корвина.
- Римљани, чувари Христове гробнице, приказани ако пешадинци црне армије у цркви у Хронском Бењадику из 1470-их.
- Угарски топ из времена краља Матије, назван Слон. Рад Јерга Келдерера из XVI века, данас у Војно-историјском музеју у Бечу.
- Споменик Матији Корвину у Клуж-Напоки, данашња Румунија.[ш] Дело Јаноша Фадруса завршено 1902. године.

### Грбови
- Варијанта грба краља Матије. Горе лево и доле десно је грб Угарске, горе десно и доле лево је грб Бохемије, док централни део заузима грб са гавраном (лат. corvus), симболом Хуњадија.
- Још једна варијанта Матијиног грба, која се налази на његовом великом грбу. Горе лево је угарски двоструки крст, горе десно грб династије Арпада.[аа] Доле лево је грб Бохемије, а доле десно грб Хуњадија.
- На овој варијанти Матијиног грба налази се грб Арпада (горе лево), угарски двоструки крст са три брда (горе десно), доле лево је грб Далмације, а доле десно грб Хуњадија.
- Велики грб краља Матије, у чијој средини се налазе његов мањи грб и грб арагонске краљевине Напуљ, тј. његове супруге Беатрисе. Око њих се налазе грбови свих већих области и земља којим је Матија управљао током владавине.

## Породично стабло
|  |                      |  |  |  |  |  |  |  |  |  |  |  |  |  |  |  |
|  | 8. Срб               |  |  |  |  |  |  |  |  |  |  |  |  |  |  |  |
|  |                      |  |  |  |  |  |  |  |  |  |  |  |  |  |  |  |
|  |                      |  |  |  |  |  |  |  |  |  |  |  |  |  |  |  |
|  | 4. Војк Хуњади, кнез |  |  |  |  |  |  |  |  |  |  |  |  |  |  |  |
|  |                      |  |  |  |  |  |  |  |  |  |  |  |  |  |  |  |
|  |                      |  |  |  |  |  |  |  |  |  |  |  |  |  |  |  |
|  | 2. Јанош Хуњади      |  |  |  |  |  |  |  |  |  |  |  |  |  |  |  |
|  |                      |  |  |  |  |  |  |  |  |  |  |  |  |  |  |  |
|  |                      |  |  |  |  |  |  |  |  |  |  |  |  |  |  |  |
|  | 5. Ержебет Моржинај  |  |  |  |  |  |  |  |  |  |  |  |  |  |  |  |
|  |                      |  |  |  |  |  |  |  |  |  |  |  |  |  |  |  |
|  |                      |  |  |  |  |  |  |  |  |  |  |  |  |  |  |  |
|  | 1. Матија Корвин     |  |  |  |  |  |  |  |  |  |  |  |  |  |  |  |
|  |                      |  |  |  |  |  |  |  |  |  |  |  |  |  |  |  |
|  |                      |  |  |  |  |  |  |  |  |  |  |  |  |  |  |  |
|  | 24. Роланд Силађи    |  |  |  |  |  |  |  |  |  |  |  |  |  |  |  |
|  |                      |  |  |  |  |  |  |  |  |  |  |  |  |  |  |  |
|  |                      |  |  |  |  |  |  |  |  |  |  |  |  |  |  |  |
|  | 12. Миклош Силађи    |  |  |  |  |  |  |  |  |  |  |  |  |  |  |  |
|  |                      |  |  |  |  |  |  |  |  |  |  |  |  |  |  |  |
|  |                      |  |  |  |  |  |  |  |  |  |  |  |  |  |  |  |
|  | 6. Ладислав Силађи   |  |  |  |  |  |  |  |  |  |  |  |  |  |  |  |
|  |                      |  |  |  |  |  |  |  |  |  |  |  |  |  |  |  |
|  |                      |  |  |  |  |  |  |  |  |  |  |  |  |  |  |  |
|  | 3. Ержебет Силађи    |  |  |  |  |  |  |  |  |  |  |  |  |  |  |  |
|  |                      |  |  |  |  |  |  |  |  |  |  |  |  |  |  |  |
|  |                      |  |  |  |  |  |  |  |  |  |  |  |  |  |  |  |
|  | 7. Катарина Бељени   |  |  |  |  |  |  |  |  |  |  |  |  |  |  |  |
|  |                      |  |  |  |  |  |  |  |  |  |  |  |  |  |  |  |
|  |                      |  |  |  |  |  |  |  |  |  |  |  |  |  |  |  |